# Indiaas kastenstelsel
Het Indiase kastenstelsel is het gesloten systeem van jati's in India. Hoewel de vier varna's van brahmanen, kshatriya's, vaishya's en shudra's nog wel eens genoemd worden als de basis van het Indiase kastenstelsel, hebben deze vooral een theoretische betekenis en zijn het de jati's die het dagelijks leven beheersen.:9 Om het onderscheid duidelijk te houden, kan varna daarom beter onvertaald blijven, terwijl jati zowel kaste als subkaste betekent.
Het kastenstelsel is met de ideeën van natie en etnoreligieuze gemeenschap een belangrijke uitgevonden traditie in India.:366
Buiten de kerngebieden van het brahmanisme heeft kaste tot de koloniale tijd weinig invloed gehad. Over de invloed en de vorming binnen het kerngebied is veel controverse geweest. Een benadering geeft brahmanen een centrale rol die begonnen zou zijn in de Veda's, daarna geromantiseerd zou zijn in de Bhagavad Gita en uiteindelijk gecodificeerd in de Manusmriti. Een hierop aansluitende benadering is dat oriëntalisten kaste als de definiërende factor van de Indiase maatschappij zagen, waarna Britse kolonialisten ten tijde van Brits-Indië teruggrepen op de bijna vergeten Manusmriti, deze een centrale rol gaven en de hun bekende jati's onder de vier varna's indeelden, deze daarmee aan elkaar koppelend en door het gebruik tijdens het bestuur zouden de kasten daardoor een zelfwaarmakende beschrijving zijn geworden. Ook de bevrijdingsnationalisten zouden de Indiase samenleving daarna vanuit dit raamwerk hebben benaderd, zelfs in hun afwijzing van het kastenstelsel. Anderen stellen dat niet de brahmanen, maar de kshatriya's de bepalende varna waren. Dit laatste lijkt een goede beschrijving van de situatie in de militaire staten aan de rand van het brahmaanse kerngebied van voor de Britse kolonisatie, maar de invloed van de brahmanen kan moeilijk ontkend worden. Tussen deze uitersten overheerst dan ook het beeld dat varna en jati veranderlijke begrippen zijn geweest in de lange geschiedenis vanaf de vedische tijd.:20-24
Na de onafhankelijkheid zag de overheid van het nieuwe India zich gedwongen een tegenstrijdig beleid te voeren waarbij enerzijds gepoogd werd om tot een kasteloze maatschappij te komen en het anderzijds het lot wilde verbeteren van achtergestelde kasten. Hoewel sindsdien grote groepen een groei van zeggenschap en welvaart hebben gezien, heeft dit beleid met reserveringen voor achtergestelde kasten het kastenstelsel verder bevestigd.
Hoewel de varna's voortkomen uit het brahmanisme en daarom vooral met het hindoeïsme worden geassocieerd, onderschrijven ook de aanhangers van andere religies delen van het kastenstelsel. Zo  kwamen zowel Gautama Boeddha, de stichter van het boeddhisme, en Mahavira, de stichter van het jainisme, uit een lijn van kshatriya's en verwierpen niet zozeer de varna's als wel de positie van de brahmanen daarin. Dit werkte ook later door en zo zijn de sikhs zich bewust wie behoort tot de boerenkaste van de jat sikhs en wie behoort tot hogere kasten als de khatri en de arora, terwijl in Zuid-India sommige christenen zich wel laten voorstaan op hun brahmaanse afkomst. Voor moslims was het tot voor kort niet ongewoon om de rajput-idealen te onderschrijven.:18
Ook Mahatma Gandhi verwierp het kastenstelsel niet, maar wilde onaanraakbaren en adivasi verheffen tot wat hij zag als de superieure levenswijze van de zuivere kasten.

## Varna's
Een varna is een sociale klasse en er is dan ook enige sociale mobiliteit waarbij mensen overgaan van de ene naar de andere varna. Het zijn meer ideaaltypes dan dat deze een belangrijke rol spelen in het dagelijks leven. Er zijn vier varna's:
- brahmanen, de priesterlijke en geleerde klasse
- kshatriya's, de strijders en heersers en ook de grootgrondbezitters
- vaishya's, de landbouwers en handelaars
- shudra's, de burgers en arbeiders

Als vijfde kunnen de dalits of onaanraakbaren onderscheiden worden, de buitengesloten groep, ook wel avarna, niet-varna.

## Jati's
Een jati is een gemeenschap en geboortegroep en het is dan ook niet tot nauwelijks mogelijk uit deze groep te stappen. Er zijn duizenden jati's, variërend in grootte van duizenden tot soms zelfs miljoenen mensen. De meeste zijn buiten hun eigen regio onbekend, maar enkele als de rajputs, chamars en jat zijn ver daarbuiten bekend. Waar een varna iemand slechts in zeer algemene termen beschrijft, vertelt een jati veel over de sociale identiteit. Hoewel afkomst een belangrijke rol speelt, is een jati breder dan alleen de verwantschap. Het verband tussen en het belang van jati en varna varieert per gebied en per doctrine die aangehangen wordt.

## Geschiedenis

### Samhitaperiode,Rigveda
In de Samhita's, de oudste delen uit de Veda's, lag de nadruk nog op de deva's of goden waaraan lofverzen werden opgedragen. In deze Samhitaperiode behoorde het land waarschijnlijk aan het volk (viś) als geheel. Uit de Rigveda blijkt dan ook geen sociale hiërarchie van de latere vier varna's, wat ook niet gebruikelijk is in tribale pastorale samenlevingen. Wel werden er slaven gehouden, later wel aangeduid als dasa of dasi, wat een etnisch element doet vermoeden. De voor de dasa's en dasyu's gebruikte epitheta doen vermoeden dat het niet altijd uiterlijke verschillen betrof, maar dat er wel culturele verschillen waren en dit lijkt in de vroege vedische samenleving een belangrijkere rol te hebben gespeeld. De brahmana en kshatriya worden in de Rigveda nog niet samen met varna genoemd. Hymne 3.44-45 suggereert ook dat geboorte niet bepalend is voor de latere positie.:191-192
In de Rigveda in mandala 10, hymne 90, de Purusha sukta, wordt de purusa beschreven als een van de scheppende krachten. In vers 12 wordt verhaald hoe deze in verschillende stukken wordt gehakt, de brahmán (mond), rājanya (armen), vaiśya (dijen) en śūdra (voeten). Dit is wel uitgelegd als het ontstaan van de vier varna's, waarbij zijn mond de priester (brahmana) werd, zijn armen de krijger (kṣatriya), de dijen het volk (vaiśya) en de voeten de dienaren (śūdra). Dit zou een legitimatie zijn van de maatschappelijke onderverdeling in de vier varna's.
Deze uitleg wordt om meerdere redenen betwist. Allereerst wijkt de stijl af van alle andere hymnen, wat er op zou kunnen duiden dat deze later is toegevoegd. Daarnaast is het de enige plek in de Rigveda waar śūdra wordt genoemd, waarmee de sociale klasse uit vier en niet uit drie zou bestaan. Ook wordt varṇa in de Rigveda nog niet gebruikt om een sociale klasse aan te duiden, maar refereert het aan kleur, voorkomen en vooral vorm. Ook de benamingen van de vier lichaamsdelen hadden nog niet de latere betekenis.

### Mantraperiode
De mantraperiode zag de eerste aanzet tot de vier varna's. In de eerdere samhitaperiode lag het vedische centrum, het Aryavarta, nog in de Punjab. Dit verschoof in de mantraperiode meer naar het oosten naar Kurukshetra. Daar verenigden de Kuru's de 50 stammen tot een enkele superstam. Gaandeweg vormde zich een agrarische samenleving, al bleef deze nog geruime tijd semi-nomadisch. De Kuru's gingen een verbond aan met de Panchala uit het oostelijker gelegen middenland Madhyadesha, wat met Kurukshetra het belangrijkste gebied werd. Met de trek richting het oosten kwamen de arya in contact met andere volken en de wisselwerking met andere talen droeg ertoe bij dat er Indo-Arische dialecten ontstonden die steeds meer afweken van de mondelinge traditie van de Veda's. De wisselwerking maakte dat enerzijds de inheemse volken – waarvoor nishada mogelijk aanvankelijk een generieke term was – een arianisering of sanskritisering ondervonden, maar tegelijkertijd de Indo-Ariërs een indianisering. De sanskritisering maakte een opwaartse sociale mobiliteit mogelijk van inheemse volken onder Indo-Arisch gezag.
In deze periode werd de Kuru-reformatie ingezet waarmee de nadruk verschoof van de rigvedische rituelen uit de Samhita's naar de śrauta-rituelen uit de Brahmana's. Met de brahmanistische rituele offers (yajna's) konden de brahmananen de goden in toom houden, wat hen meer macht gaf ten opzichte van de kshatriya's, de krijgers en heersers, overigens zonder wereldlijke macht naar zich toe te trekken. Ten tijde van de Rigveda was Ṛta de universele orde, maar verschoof naar dharma (normen). De reformatie stimuleerde de verdere ontwikkeling en canonisering van de Veda's. Hoe dit proces verlopen is, is onduidelijk, omdat er een gat zit tussen de Rigveda en de Maitrayani-Samhita en Katha-Samhita, de vroegste werken van de Yajoerveda, de Veda van de mantra's. Wel blijkt uit alle mantrateksten dat de sociale stratificatie toenam en dat de vier varna's zich vormden.

### Brahmanische en Aranyaka-periode
Tijdens de Brahmanische en Aranyaka-periode woonden de arya alleen in grama's, tijdelijke nederzettingen. Er waren wel permanente nederzettingen, maar deze waren van nishada van wie de arya de oogst roofden. De Yajoerveda-Samhita laat al zien dat de brahmanen en de kshatriya's steeds meer een front vormden tegen de viś, de vaishya's, shudra's en dasa om hen te exploiteren, zoals de brahmanen zelf schreven. De hiërarchie varieerde echter nog wel. In de Panchavimsha-Brahmana (13, 4, 17) stond de rajanya bovenaan en ook Shatapatha-Brahmana (13.8.3.11) heeft de kshatriya's aan de top. In Shatapatha-Brahmana 1.1.4.12  is de volgorde echter brahmana, vaishya, rajanya  en shudra. Tegen de tijd van de dharmasoetra's werd de klassieke indeling gemeengoed. Zo werden uit bestaande sociale klassen strikte varna's gevormd en nam de sociale stratificatie toe. De landbouwsamenleving liet al specialisatie toe en er waren dan ook al timmerlieden en smeden, terwijl wagenmakers hoog aangeschreven stonden.
Het min of meer vriendschappelijke Kuru-Panchala-verbond eindigde toen de Salva binnenvielen in Kurukshetra, waarna Madhyadesha van de Panchala het middelpunt werd van de Veda's. Volgens de Shatapatha-Brahmana 10.4.1.10 hadden de Salva alle vier de varna's.
De oostelijker gelegen gebieden Koshala en Videha maakten een eigen ontwikkeling door. Hier ontwikkelde de witte Yajoerveda zich en werd niet aan vuuroffers gedaan. Ze werden in het westen dan ook als buitenstaanders gezien en brahmanen werden geacht niet naar deze gebieden te trekken. Waarschijnlijk waren dit ook Indo-Arische stammen die echter onder druk van de Bharata en Kuru al eerder naar het oosten waren getrokken. Enkele eeuwen later was de situatie volledig veranderd en in de boeddhistische geschriften die waarschijnlijk van na de vroege Upanishads dateren, worden de eerder nog verboden gebieden als volledig gebrahmaniseerd beschreven. Het later zo belangrijke Magadha wordt nauwelijks genoemd in de Veda's, terwijl de Vrijji en Malla nog niet naar het oosten waren getrokken.

### Upanishadische of vroege historische periode
De arianisering was in het oosten minder ver gevorderd en naast de Indo-Ariërs woonden hier de inheemse Munda en wat Tibeto-Birmanen. Ook de stratificatie was hier dan ook nog niet zo doorgevoerd. Veel van de oostelijke stammen werden in de late vedische teksten aangeduid als asurya, wat wil zeggen dat ze niet de vedische orthopraxie volgden, ze brachten geen vuuroffers. De Videha bevorderden arianisering door inheemse volken voorouders te geven uit de tijd van de Rigveda. Dit was een legitimatie om de orthopraxie uit het westen te introduceren en voor de lokale heersers om hun status te verhogen. Waar in de vedische teksten Videha een van de weinige genoemde oostelijke stammen is, blijkt uit de boeddhistische teksten dat het slechts een van de vele stammen van de Vajji-confederatie was.
Het oosten werd gaandeweg het belangrijkste centrum van de vedische cultuur en baseerde zich aanvankelijk vooral op de shakha's van het uiterste westen, niet die van het nabijgelegen Panchala. De grote hoeveelheid werken van verschillende shakha's conflicteerden nogal eens met elkaar. Dit bracht een behoefte aan opnieuw een canonisering met zich mee en het was in deze periode dat het begrip śruti voor het eerst gebruikt werd en dat er rishi's werden toegewezen aan specifieke Veda's. Waarschijnlijk werden vanaf deze tijd dan ook werken aangeduid als smṛti. De ijver die gepaard ging met deze arianisering betekende ook dat er in het oosten een meer orthodoxe vorm werd gevolgd dan in het westen.

#### Andere bewegingen
Naast deze orthodoxie ontstonden echter ook andere bewegingen. In de vroege historische periode was een urbanisatie ingezet met toenemende individualisering. In andere samenlevingen ontstonden in gelijke omstandigheden religies die een rechtvaardigheid boden voor het lijden in het hiernamaals. De brahmanen konden hier maar een beperkt antwoord op vinden. Zo ontstond een mystieke tegenbeweging van wereldverzaking op zoek naar het innerlijk en verlossing van deze cyclus. De Upanishads brachten een belangrijke revolutie in religieus denken over wat er na de dood gebeurt. Vanaf deze tijd werden samsara, karma en moksha centrale begrippen in de Indiase filosofie en religie. Deze ideeën waren echter onbekend in de Veda's en mogelijk afkomstig uit een inheemse traditie uit Groter Magadha. Karma, het idee dat iemands daden gevolgen hebben, niet alleen voor het huidige leven, maar ook in volgende levens, impliceert een eigen verantwoordelijkheid voor het eigen lot en stimuleert daarmee individualisering. Karma en moksha waren de grondslag voor het boeddhisme, jaïnisme, ajivikisme en andere bewegingen, terwijl charvaka dit alles afwees. Aangezien inactiviteit gezien werd als een voorwaarde om moksha te bereiken, ontstonden er veel ascetische bewegingen die zich in meer of mindere mate terugtrokken uit de maatschappij. Alleen de dood brengt volledige inactiviteit en moksha kan volgens deze bewegingen dan ook pas na vele levens bereikt worden na het sterven, het parinibbana in het boeddhisme.
Dit waren onbekende concepten voor het brahmanisme toen dit in Magadha arriveerde en de individualisering die dit in gang zette kon de dominante positie van de brahmanen in gevaar brengen. Een deel van de brahmanen wees dit dan ook af, zoals Shabara ten tijde van de vroege mimamsa-school. Andere brahmanen gingen hier echter voorzichtig in mee en zo ontstond er naast het gezinshoofd (grhastha) die offers (yajna) brengt ook ruimte voor onder meer de wereldverzaker (samnyasin) in wat het ashrama-systeem zou worden. Een deel van de brahmanen accepteerden dus net als het boeddhisme wereldverzaking. Een andere benadering was alleen voorbehouden aan het brahmanisme. Dit was de samkhya-school die onderscheid maakt tussen het stoffelijke actieve prakrti – niet alleen de stoffelijke wereld, maar ook het denken, voelen en handelen – en het geestelijke passieve purusa – het diepere inactieve zelf. Het idee dat het innerlijke zelf inactief is, deed beseffen dat moksha ook tijdens het leven te bereiken is, wat later bekend werd als jivanmukti. Aangezien purusa gescheiden is van alle gedachten en handelen, kan dan zelfs gestreefd worden naar moksha zonder zich terug te trekken uit de maatschappij. Zo ontstond er ruimte voor de woudkluizenaar (vanaprastha) die zich weliswaar afzonderde, maar nog wel offers bracht. Deze interpretatie werd nog verder doorgevoerd en in de Bhagavad Gita is het Zelf van Arjoena losgekoppeld van zijn lichaam en geest en kan hij als kshatriya nog steeds moksha nastreven. Zijn handelen werd bepaald door de guna's die bij zijn varna horen. Met deze interpretatie wisten de brahmanen de tendens van individualisering die karma impliceert om te buigen in een legitimatie van een statische maatschappij, een samenleving zonder sociale mobiliteit tussen de varna's en daarmee de-individualisering te bevorderen.:241-254
De Bhagavad Gita stelde echter ook vast dat de kasten van groot belang zijn. Verwaarlozing van de kasten zou grote rampspoed betekenen.:13-14
Er lijkt een scheidslijn te zijn geweest tussen conservatieve brahmanen uit de dorpen en stadse brahmanen die bijdroegen aan een verschuiving van het rituele naar het spirituele. In verschillende Dharmasoetra's wordt dan ook gewaarschuwd tegen de slechte invloed van de stad en wordt brahmanen geadviseerd daar weg te blijven. Uiteindelijk wisten de brahmanen deze tegenbeweging dus echter om te buigen en werd karma zelfs een van de pilaren waarmee ieders varna vanaf de geboorte vastlag.

#### Dharma
In de Dharmasoetra's wordt uiteengezet aan welke dharma's of regels vooral de brahmanen zich moesten houden. De Dharmasoetra's zijn normatieve teksten en daardoor minder geschikt voor historisch onderzoek dan beschrijvende teksten, maar uit de vier overgeleverde teksten blijkt dat Dharmasoetra's onderling verschillen van mening. Uit wat er wordt voorgeschreven en vooral verboden blijkt dat gepoogd werd om te gaan met een praktijk die afweek van de theorie. Zo zijn er regels verbonden aan trouwen buiten de eigen varna, het overgaan tot een andere varna en het verliezen van de varna (outcaste). Alle vier de auteurs waren brahmanen, wat van invloed zal zijn geweest op de rangschikking van de vier varna's in de Dharmasoetra's. In de Veda's werden wel verschillende beroepen genoemd, maar ontbraken de jati's nog. In de Dharmasoetra's worden deze genoemd als zijnde ontstaan uit inter-varna-huwelijken (varnasamkara).
In de Yogasoetra's van Patanjali worden de onthoudingen (yama's) voor een yogi boven de jati gesteld. Waar een kshatriya in oorlogstijden vanuit zijn dharma normaal gesproken iemand mag doden, is geweldloosheid (ahimsa) ook voor hem als yogi een voorwaarde om het achtvoudige pad (ashtanga) te volbrengen.

#### Shramanabeweging
Waar de Upanishads uiteindelijk onderdeel werden van de Veda's, ontstonden er ook scholen die de Veda's verwierpen, de nastika's. Deze shramanabeweging verwierp het de offercultus en de dominante rol van de brahmanen bij de uitoefening van religie. De belangrijkste bewegingen waren het boeddhisme en het jainisme. Varna wordt in het boeddhisme wel aangeduid als jati, wat dan wedergeboorte betekent, maar geboorte is veelal ondergeschikt aan gedrag. Onder meer in de Assalayanasutta van de Majjhima-Nikaya wees de Boeddha de gronden af waarop de brahmanen zichzelf superieur beschouwden. In een discussie met de jonge brahmaan Assalayana wist de Boeddha deze ervan te overtuigen dat de vermeende gronden van superioriteit niet opgaan en dat de reiniging voor alle varna's te bereiken was.
Dat betekende niet dat er geen hiërarchie was in het boeddhisme. De Vinaya maken onderscheid tussen hoge jati's (ukkatta jati) waartoe onder meer de brahmanen en kshatriya's worden gerekend en lage jati's (hina jati) met onder meer de mandenmakers (vena jati), jagers (nesada jati), wagenmenners (ukkatta jati), vegers (pukkusa jati) en de onaanraakbaren die lijken opruimen (chandala jati). De term onaanraakbaren (asprishya) wordt echter pas voor het eerst genoemd in de uit Kasjmir afkomstige Vishnu Smriti of Vaishnava-Dharmashastra. Door Patrick Olivelle wordt de Vishnu Smriti gedateerd op de 7e of 8e eeuw.
Afgezien van de dreiging van het boeddhisme voor de hiërarchie van de varna's waren er ook koningen die deze lieten wankelen. Zo was koning Mahapadma Nanda van Magadha mogelijk de zoon van een barbier en een ganika (courtisane) uit de lage shudra-kaste. Hoewel Mahapadma een groter rijk dan al zijn voorgangers veroverde, werd zijn regering voorgesteld als een slecht voorteken, of zelfs als teken van het aanbreken van de kali yuga, het tijdperk van chaos en vernietiging. Keizer Ashoka van de Mauryadynastie bekeerde zich tot het boeddhisme, wat de invloed van de brahmanen zal hebben doen afnemen, al noemen de edicten van Ashoka de brahmanen als te respecteren groep. De daarna afnemende macht van de Mauryadynastie betekende niet overal een verbetering van de positie van de brahmanen. In het noordwesten vielen de Yona (Grieken) binnen, gevolgd door de Saken. Uit onder meer de Yuga Purana en de Mahabharata blijkt dat komst van deze Indo-Grieken en Indo-Scythen de brahmanen de nodige onheil bracht, zodat deze tijd wel als het einde van de kali yuga werd gezien. Mogelijk verdwenen de brahmanen zelfs uit dit gebied om pas na de zesde eeuw terug te keren.

### Klassieke periode
De Dharmasoetra's werden gevolgd door de Dharmashastra en ook dit waren vooral normatieve teksten, geschreven door brahmanen. Zo kan de indruk ontstaan dat brahmanen bovenaan de hiërarchie stonden, terwijl dit in werkelijkheid waarschijnlijk nauwelijks het geval was, zeker niet buiten het kerngebied. De brahmanen genoten wel een zekere status en werden dan ook wel uitgenodigd aan hofhoudingen van koningen, ook buiten het kerngebied, maar moest daar wedijveren met andere raadgevers met diverse achtergronden, waaronder boeddhisten en jaïnisten. Daarnaast kende elk gebied de devotie voor een persoonlijke godheid, de bhakti en binnen deze culten was varna minder relevant.
Dat nam niet weg dat de brahmanen in de Dharmashastra hun varna's en de onderlinge verhoudingen verder reguleerden. Alleen de eerste drie varna's mochten deelnemen aan de inwijdingsrite upanayana en daarmee tweemaal-geborene worden. De dharma-literatuur stelde ook eisen aan de te volgen levensstijlen of -fases, de ashrama. Deze bestaat uit vier hoofdgroepen, de celibate leerling (brahmacarin), het gezinshoofd (grihastha), de woudkluizenaar (vanaprastha) en de wereldverzaker (samnyasin) of soms religieuze bedelaar (bhiksu). Samen met varna vormt dit de hoeksteen van dharma. Dit geheel samengevat is varnasramadharma en is zo belangrijk dat dit wel wordt gezien als bijna het equivalent van hindoeïsme.
De Vaikhanasa-Dharmasoetra was het eerste werk dat expliciet stelt welke varna in aanmerking komt voor welke ashrama. De brahmana's komen hier in aanmerking voor alle vier ashrama's, kshatriya's voor de eerste drie en vaishya's voor de eerste twee. Met de uitsluiting van sudra's zijn de ashrama's hier dus slechts van toepassing op tweemaal-geborenen.
Volgens de Manusmriti is de varna waarin iemand geboren wordt afhankelijk van het gedrag in de vorige levens. Verder moet er binnen de varna getrouwd worden (endogamie of homogamie), maar er is een spanning te zien tussen theorie en praktijk. Over het algemeen gold dat het omlaag trouwen van de man (anuloma, hypergamie) wel gedoogd werd en het omlaag trouwen van de vrouw (pratiloma, hypogamie) niet. Aangezien ongewenste situaties toch voorkwamen, werden niet alleen de vier varna's besproken, maar ook de vele jati's die zouden zijn ontstaan door varnasamkara. Zo zou de nakomeling van een mannelijke shudra en een vaishya-vrouw een timmerman zijn. Als een brahmaan een shudra zwanger maakt, zou het nageslacht een visser zijn. Als een timmerman een vissersvrouw zwanger zou maken, zou hun nageslacht een schipper zijn. Hoewel de dharma van de eigen varna gevolgd moet worden, kan in noodgevallen een andere dharma gevolgd worden, de apad dharma. Andere vormen zijn gerelateerd aan de regio (desha-varna), kaste (jati-dharma) of familie (kula-dharma). Ook de Mahabharata gedoogde de inter-varna-huwelijken nog. In de Yajnavalkyasmriti was het zelfs mogelijk dat bij verandering van beroep na vijf of zeven generaties een hogere varna bereikt kon worden. Over het algemeen gold echter voor brahmanen dat gotra (lineage) leidend was.
In de Manusmriti wordt ook het neef-nichthuwelijk gereguleerd, waarbij cross cousins – een man en de dochter van zijn oom van moederskant of van zijn tante van vaderskant – niet met elkaar mogen trouwen. Medhatithi bevestigde dit verbod, maar Madhava stond het in zijn commentaar op de Parashara Vmriti wel toe en citeerde daartoe uit de Veda's. Madhava leefde in het zuiden van India waar dit soort huwelijken waarschijnlijk wel aanvaardbaar waren. In de Manusmriti wordt verder het huwelijk tussen een tweemaal-geborene en een shudra-vrouw verboden. Het benoemt echter wel de geschenken die een shudra-vrouw mee moet nemen bij een dergelijk huwelijk, daarmee aansluitend bij de praktijk dat dit ondanks het verbod toch voorkwam. Hetzelfde geldt voor weduwes, die volgens de Manusmriti niet mogen hertrouwen, maar waar vervolgens wel wordt vastgesteld hoe lang de weduwe moet wachten voor zij hertrouwd en waar ook het erfrecht wordt vastgelegd tussen de stiefvader en stiefzonen.
Er lijkt dan ook sprake te zijn geweest van enige sociale mobiliteit. Bepaalde groepen lijken erin te zijn geslaagd om een hogere status te verkrijgen, jatyutkarsha. Volgens Mysore Narasimhachar Srinivas moest een groep daartoe een krijgstraditie hebben, voldoende groot zijn en bij voorkeur over veel vruchtbaar land beschikken. Met het verkrijgen van politieke macht moesten de eigen rituelen gesanskritiseerd worden en moest aanspraak worden gemaakt op de kshatriya-status. Brahmanen moesten worden aangetrokken of gevormd om de vereiste rituelen uit te voeren en om een mythe te creëren die de kshatriya-status rechtvaardigde. Het is dan ook onwaarschijnlijk dat de brahmanen er ondanks alle geboden in slaagden hun gewenste genetische puurheid te behouden. Het behouden van die puurheid werd wel gepoogd met samskara, een reeks van overgangsriten. De riten of onderdelen daarvan lijken echter niet allemaal terug te gaan tot de vedische tijd. Zo was de upanayana aanvankelijk slechts het benaderen van een acharya of leraar door een brahmacarin of leerling. Pas later, waarschijnlijk niet lang voor het begin van de christelijke jaartelling, kwamen daar rites bij met de yajnopavita, het heilige koord, en werd dit de initiatie als tweemaal-geborene of dvija. Zo lijken ook andere gewoontes pas in de klassieke periode tot rituelen gevormd te zijn door brahmanen.:138-155
De omstandigheden van de auteurs zullen van invloed zijn geweest op de tolerantie voor inter-varna-huwelijken. Zo hebben brahmanen die zonder vrouw migreerden naar niet-brahmaanse gebieden zo mogelijk gezocht naar een rechtvaardiging om toch te kunnen trouwen. Brahmanen die zich rond het hof van koningen bevonden, waren waarschijnlijk eerder genegen om huwelijken met kshatriya's toe te staan. Andersom zijn er ook binnen de groep van brahmanen beperkingen. Zo trouwen Gauda-brahmanen en Dravida-brahmanen niet met elkaar.:118-120
In ieder geval vanaf het begin van de jaartelling begon het bestaan van opeenvolgende tijdperken, de yuga's, een rol te spelen. Elk tijdperk kende zijn eigen yugadharma en ook de ashrama's waren afhankelijk van de yuga. Volgens de Manusmriti en de Linga Purana was er in de satya yuga of krita yuga, het eerste en meest perfecte tijdperk, nog geen onderscheid tussen de mensen en er was dan ook maar een varna en een ashrama. Aan het begin van het tweede tijdperk, de treta yuga, zouden volgens de Matsya Purana, de Brahma Purana en de Kurma Purana de vier varna's en ashrama's zijn geschapen. In het vierde tijdperk, kali yuga, stellen enkele werken dat niet alle varna's nog aanwezig zijn. Zo zouden er geen echte kshatriya's meer zijn. De Matsya Purana stelt dat er nog slechts sudra's zijn.

### Middeleeuwen
Ook tijdens de middeleeuwen was er geen alomvattend kastenstelsel in geheel India. Er waren veel regionale verschillen en het ideaalbeeld van de brahmanen was veelal niet meer dan dat. In dat ideaalbeeld verdween de gedoogstatus van varnasamkara of inter-varna-huwelijken:
There is a third proposition advanced by many writers that a man belongs to a particular varṇa or jāti by birth only i.e. if born in lawful wedlock of parents both of whom belong to that varṇa or jāti. This is the view held by all medieval writers and digests and it is expressly said that a man belongs to a caste by birth and no actions of his can alter that fact, that several castes are like the species of animals and that caste attaches to the body and not to the soul [...]
De gesloten houding van de brahmanen was zeker van toepassing op vreemdelingen of mleccha. Veelvuldig wordt in teksten genoemd dat deze geen brahmanen kennen. Ook zouden zij verachtelijke gewoontes hebben en spreken boeddhistische geschriften over de incestueuze verhoudingen die de mleccha uit Perzië zouden hebben en consanguïene huwelijken (xwedodah) lijken tot de komst van de islam inderdaad toegestaan te zijn geweest in Perzië. Een uitzondering op deze xenofobie was het verafgelegen mythische Shakdvipa, een dvipa of continent dat ten westen van de Oeral zou liggen, omringd door een oceaan van melk. Net als in Jambudvipa (India) zouden hier de vier varna's worden gevolgd en volgens Mahabharata 6.12.33–37 zou er op dit continent voor elke varna een land zijn. Mogelijk maakten de Sakaldwipiya gebruik van deze mythe of wisten deze magi zelf niet dat hun voorouders uit Perzië kwamen. In ieder geval verhaalt de Samba Purana dat de Sakaldwipiya uit Shakdvipa akomstig waren en zo wisten deze mleccha opmerkelijk genoeg toe te treden tot de brahmaanse orde. In deze purana brachten de magi de zonneverering mee. Niemand binnen Jambudvipa zou de zon hebben mogen dienen, zodat priesters hiertoe op de rug van Garoeda uit Shakdvipa gehaald moesten worden. De Bhavishya Purana herhaalt dit verhaal.:121-132
Gedurende deze periode ontstonden ook geheel andere kasten. Clans als de Pratihara's, Guhila's en Chahamana's wisten hun status te verhogen tot mahasamanta (letterlijk grote naburige), vazallen van lokale rijken.:109-110

### Vroegmoderne tijd
Vanaf de vijftiende eeuw begon de identiteit van de rajputs (rajaputra, zoon van een koning) zich te vormen. Deze bestond uit vier onderdelen, de trouw aan geloften en het slagveld, de buitengewone daden op het slagveld, de zelfverbranding van de vrouwen van rajputs die omkwamen in de strijd – als jauhar voor de strijd of als sati na de strijd – en de tragisch-heroïsche plot van het rajput-verhaal.:184-185 De term rajput is ondanks veelvuldig gebruik, ook in de moderne geschiedschrijving, een anachronisme als hij betrekking heeft op dynastieën en clans van voor de vijftiende eeuw.:33-35 Veel van de rajputs uit de zestiende en zeventiende eeuw stamden ook niet af van de oude dynastieën die wel als rajput worden aangeduid.:34 In het zuiden hadden de nayaka's een met de rajputs vergelijkbare status en hoewel van het orthodoxe Zuid-India wel wordt gedacht dat het systeem van varna's en jati's in verregaande mate was ingevoerd, werd het varna-systeem in de nayaka-koninkrijken maar losjes gevolgd.:31-32
Het kshatriya-ideaal werd gestimuleerd door de vorming van rajput-clans, aanvankelijk veelal strijdend tegen het Mogolrijk. Het volgen van de oude normen of varnadharma van de kshatriya's moest de rajputs een zekere legitimiteit geven. Gaandeweg sloten steeds meer clans zich aan bij het Mogolrijk, enerzijds gedwongen door geweld, anderzijds ingepalmd met hoge posities en huwelijkspolitiek. Zo veranderde het rajput-zijn naar een recht om het Mogolrijk te dienen, iets wat door de grootmogols werd gestimuleerd. Dit gebeurde religieoverstijgend, zoals Shah Jahan die in 1638 rajput Jaswant Singh van Marwar inwijdde door het dharmistische teken van de tilak op zijn voorhoofd te zetten. Onder Aurangzeb (1658-1707) waren rajputs ook vrijgesteld van de djizja, de belasting voor dhimmi, de niet-moslims. Zo verzekerden de grootmogols zich van de steun van de rajputs en versterkten zij elkaars legitimiteit. In de Punjab en de westelijke Ganges-vlakte werden de tegenhangers van de rajputs op het platteland aangeduid als jat. Deze hadden wel bezit zoals land, maar volgden niet de adellijke leefwijze zoals het dragen van het heilige koord. Ten tijde van het Mogolrijk kwam status steeds meer af te hangen van het recht om belasting te heffen. Naast de rajputs en de nayaka's kreeg ook een nieuwe groep van zamindari dit recht. Deze veelal uit brahmaanse families afkomstige belastingontvangers namen een adellijke levensstijl aan met de bijbehorende brahmaanse gedragscodes.:33-38
Onder Akbar de Grote (1556-1605) stelde Abu 'l-Fazl de Ain-i-Akbari samen, onderdeel van de Akbarnama. Dit was een soort aardrijkskundig woordenboek dat het India ten tijde van Akbar beschrijft, met in deel 3 een opsomming van de bevolkingsgroepen en stammen van zijn rijk. De vier varna's worden hierin genoemd, evenals de vele onderverdelingen, maar van de stammen wordt ook de huidskleur beschreven, variërend van licht, tarwekleurig, donker naar zwart, iets wat de Britten later overnamen.:104, 108
Buiten deze groepen waren de codes grotendeels onbekend. Invloedrijker dan het brahmanisme was dan ook bhakti, de devotie voor een persoonlijke god, maar ook voor wezens als de naga's, nagi's, yaksha's en yakshi's. De brahmaanse ideeën over sociale hiërarchie speelden veel minder bij deze sekten, waar de goeroe een centrale rol innam. Mystici als Chaitanya en Kabir spraken zich ook actief uit tegen de brahmaanse hiërarchie. Verder waren niet alleen de grootmogols moslim, maar betrof dit in bepaalde gebieden tot wel een vijfde van de bevolking. Pirs predikten voor hen over een samenleving waarin hiërarchie van veel minder belang was. Opmerkelijk genoeg kon een gemeenschap rond een pir door de onderlinge band zichzelf wel als een jati gaan beschouwen, al was het dan geen brahmaanse jati. Een vergelijkbaar proces was te zien bij de aanhangers van het sikhisme. En zelfs als kasten formeel afgewezen werden, speelden deze bij zaken als het huwelijk nog wel een rol en werden bepaalde groepen gemeden.
Naarmate de macht van de grootmogols gedurende de achttiende eeuw afnam begonnen hun vazallen steeds meer eigen koninkrijken te stichtten. Daarbij maakten ze gebruik van pastorale krijgerstammen die zo aan macht wonnen. In  Gujarat waren dit onder meer de Koli, in Zuid-India onder meer de Kallar en de Marava onder leiding van polygars en zo waren er vergelijkbare groepen zoals de Gujar, Rebari, Ahar en Maratha. Zo kwamen deze groepen ook in aanraking met en onder invloed van het systeem van varna's en jati's. Aanvankelijk was dit nog van beperkte invloed en konden deze groepen nog niet als jati beschouwd worden. Een te strikte interpretatie van de brahmaanse regels kon ook averechts werken bij het aantrekken van vleesetende krijgers, handelaren en werklieden. Daarbij kwam dat een deel van de koninkrijken geregeerd werd door moslims voor wie de brahmaanse gedragscode slechts een middel was om de lokale bevolking aan zich te binden en hun gezag te versterken.:39-48
Met al deze complexe ontwikkelingen ontstonden er zo gaandeweg drie ideaaltypes:
- de heroïsche krijger
- de dienstverlener, waaronder de brahmaan
- de gevestigde man, zowel de boer als handelaar

Deze ideaaltypes ontstonden niet tegelijkertijd en ook niet in dezelfde mate. De ideaaltypes hadden de nodige overlap met de vier varna's en waren dan ook niet geheel nieuw, maar de invloed die ze kregen op de samenleving was dat wel. De staten en staatjes die zich vormden tijdens en na de neergang van het Mogulrijk waren dynamische maatschappijen waarin krijgerstammen en krijgers nog machtige posities hadden weten te verwerven. Zo werd Shivaji (1674-1680) chhatrapati (keizer) van het Maratharijk hoewel hij geen tweemaal-geborene was. Opmerkelijk bij Shivaji was dat kaste vrijwel geen rol speelde bij aanstellingen in hoge functies, maar dat hij jati en varna vervolgens wel een belangrijke rol liet spelen bij zijn staatsinrichting en dat hij zich als kshatriya liet bevestigen. Zijn voorbeeld vond daarna ruime navolging bij andere koningen om hun legitimiteit te versterken. Afkomst werd zo van steeds groter belang. Hypergamie, waarbij dochters werden uitgehuwelijkt aan mannen met een hogere status, werd daarbij belangrijker om omhoog te komen in de maatschappij.:25, 49-63
In de kielzog van de heroïsche krijgers kregen de dienstverleners ook meer invloed. Daaronder bevonden zich de deshmukhs, niet-priesterlijke (lokika) brahamanen van bescheiden afkomst die belasting inden. Aanvankelijk werd op hen neergekeken door de deshastha's, hoge priesterlijke brahmanen. De geletterde en welgestelde deshmukhs wisten echter met hun specifieke expertises een belangrijke rol te verkrijgen in de opkomende staten, zelfs in de misl's van de sikhs. Het meest invloedrijk was de Bhat-familie uit de chitpavan-jati die onder de chhatrapati's als peshwa (eerste minister) fungeerden en uiteindelijk de facto de macht in handen kregen in het Maratharijk. Een andere groep was die van de dubashes, tolken van de Britse Oost-Indische Compagnie. Veelal van bescheiden komaf, zagen zij met hun nieuw verworven welvaart soms kans om deel te nemen aan brahmaanse rituelen. Ook welvarende werklieden poogden zo wel om hun positie te verbeteren, maar dit werd niet altijd geaccepteerd door anderen die hun positie bedreigd zagen. Dit leidde dan ook tot gewelddadige eergeschillen tijdens festivals (utsavams). Dat betekende niet dat het brahmanisme de overhand kreeg, het eclecticisme bleef aanwezig met soefi's, pirs en bhakti, maar brahmaanse centra werden wel steeds belangrijker. Een belangrijke stimulans daarbij was Ahilyabai Holkar (1767-1795) die hiermee haar legitimiteit stimuleerde, wat niet alleen nodig was omdat een vrouw in haar positie hoogst ongebruikelijk was, maar ook omdat zij geen sati had gepleegd terwijl zij weduwe van een kshatriya was.:64-73
Opmerkelijk genoeg gingen ook steeds meer brahmanen onder de wapenen en werd bloedvergieten vanuit die geheiligde dienst of seva niet beschouwd als bezoedelend. Dit kwam ook naar voren bij ascetische krijgers, brahmaanse wereldverzakers of mahants die aan het hoofd stonden van een tempel, zoals de sadhoes van de ramanandi-orde. Deze orde vereert Rama, de heilige strijder, en droeg daarmee belangrijk bij aan het populariseren van het ideaal van de vrome strijder. Ascetische groepen als de bairagi's en gosains boden hun diensten aan als huurlingen, terwijl zij hun handelsnetwerk vergrootten. Deze groepen werden weliswaar geleid door brahmanen, maar in de meeste gevallen kon vrijwel iedereen zich aansluiten. Zo drong de brahmanisering steeds verder door in de samenleving, wat werd versterkt doordat in de daftar, het kadaster en belastingregister van de Maratha, de varna en jati van de betrokkenen werd bijgehouden, daarmee een legitimiteit suggererend die terug zou grijpen op de Arthashastra. Ook de parasurama-traditie die de brahmaan boven de kshatriya stelde droeg daaraan bij. Ondanks dit alles was kaste in de achttiende eeuw nog niet volledig verweven met de gehele maatschappij. Brahmanen hadden weliswaar vaak een vooraanstaande positie, maar waren onderdeel van de realpolitik van heersers die hun niet altijd even sterke machtsbasis probeerden te versterken. Als kastenvorming daarbij kon helpen, dan werd dit gebruikt, maar dat gold evengoed voor onbrahmaanse praktijken als bhakti en de koyapunem van de Gondi.:73-79

### Britse Oost-Indische Compagnie
In Zuid-India was de sedentaire bewoning beperkt door de dichte begroeiing van de wildernis, maar aan het einde van de achttiende eeuw werd dit grotendeels ontgonnen en vestigden steeds meer pastoralisten zich als boeren, ook daartoe aangezet door de Britse Oost-Indische Compagnie. Dit opende ook de weg voor een verdere invoering van het kastenstelsel.
Al voor de volledige kolonisatie door de Britten gaven de steeds verdergaande verdragen die werden afgesloten met de verschillende staten de Oost-Indische Compagnie gaandeweg meer invloed op het economische en politieke leven. Zeker vanaf 1765, toen het Verdrag van Allahabad werd afgesloten, werden meer subsidiaire allianties afgesloten waarbij de Britten belastingopbrengsten verkregen en de buitenlandse politiek bepaalden in ruil voor bescherming. Dit versterkte de kastenvorming op verschillende manieren:
- in eerste instantie trad dit op bij handelaren en bankiers die zichzelf organiseerden, zoals de Komati, en mahajans (grote mannen) aanstelden als hoofdmannen (talaivan)
- het tweede gebied waar de Britten de kastenvorming versterkten was dat van de militaire stammen als de Kallars, zoals de grootmogols al eerder hadden gedaan
- de derde factor was dat de Indiase staten steeds meer vazalstaten werden die zelf geen leger op de been hoefden te houden, niet alleen omdat de Britten die taak hadden overgenomen, maar ook omdat de buurstaten ook onder de Britten vielen. Om binnenlands nog enig gezag uit te kunnen oefenen, werd door lokale koningen teruggegrepen op brahmaanse rituelen om hun macht te bevestigen.

Terwijl de kastenvorming zo gestimuleerd werd bij de boven- en middenklasse, stond de onderklasse meer open voor de devotionele ordes (sampradaya's). De onderklasse moest overleven in een wereld die sinds de komst van de Britten steeds meer gedomineerd werd door het verbouwen van handelsgewassen en belastingafdracht in baar geld, al bestond die laatste praktijk al in de staten die het Mogolrijk opvolgden. Deze groep vond troost bij bewegingen als de swaminarayan sampradaya, de volgelingen van Swaminarayan, die een devotioneel vaishnavisme – de beweging die Vishnu centraal stelt – verkondigden waarin niet de boven- en middenklasse, maar landbouwers, handelaren en ambachtslieden als de ware gelovigen werden gezien. Naarmate de Compagnie een steeds groter deel van India beheerste, groeiden de presidentschapslegers tot deze bij elkaar twee keer zo groot waren als het Britse leger. De manschappen waren Indiase sepoys die een sterk statusbewustzijn hadden. De gevreesde pastorale krijgerstammen werden ook opgenomen in deze legers en de politiemachten, zoals de Bhil in het Mewar Bhil Corps, mede als doel om hen te pacificeren. De Britten verwelkomden de devotionele bewegingen, aangezien ook deze een pacificerende werking leken te hebben.:80-85

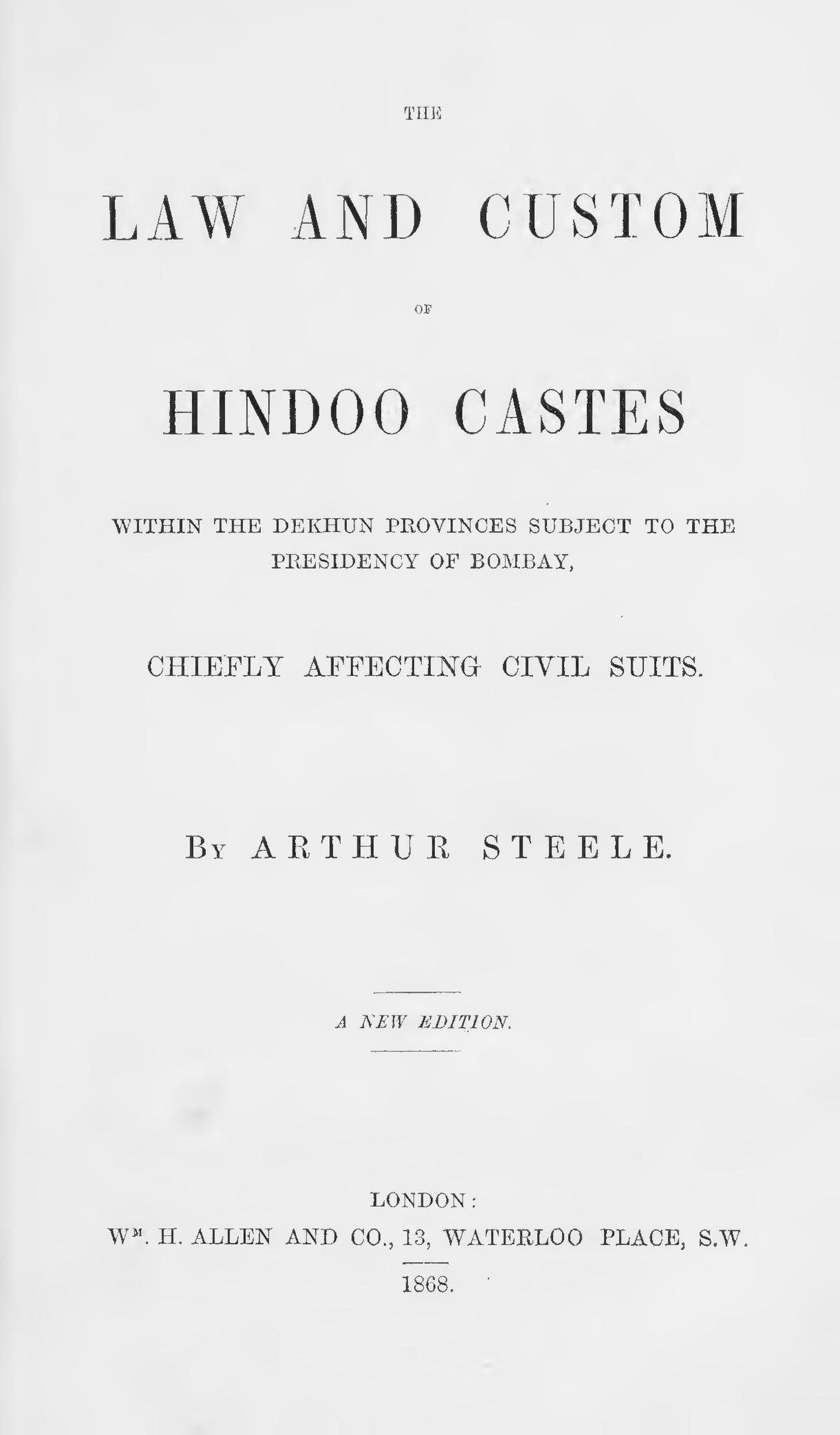
Het invloedrijke The Law and Custom of Hindoo Castes van Arthur Steele, voor het eerst gepubliceerd in 1826, was vooral gebaseerd op de inbreng van brahmaanse pandits. Dit had tot gevolg dat ook niet-brahmanen aan brahmaanse dharma gehouden waren, zodat het varna-systeem aan invloed won

In de beginjaren van de Compagnie had deze nog weinig op met de brahmanen. De brahmaanse peshwa's waren aan de macht in het concurrerende Maratharijk en andere staten legitimeerden hun gezag met behulp van de brahmanen. Naarmate de Britten meer bestuurstaken overnamen, zagen zij zich voor het probleem gesteld welk recht toegepast moest worden, aangezien het Engelse recht niet om kon gaan met specifiek Indiase zaken. Zo was er de praktijk van traga waarbij barden als de Bhats of de Charan zichzelf als borg voor een schuld of handhaver van een overeenkomst verhuurden door over te gaan tot zelfverbranding bij het niet nakomen van de verplichtingen. Ook waren brahmanen na een moord vrijgesteld van de doodstraf. Ook de bemiddeling in de eergeschillen tussen de heterodoxe linkshandige idangai en de orthodoxe rechtshandige valangai had bijgedragen aan het gezag van de eerdere lokale koningen. Dit negeren zou kunnen resulteren in lokale bevolkingen die het gezag van de Britten niet erkenden. Naast de Engelse common law deed gouverneur-generaal Warren Hastings voor de moslims en hindoes – toen nog gentoos genoemd – dan ook een beroep op hun eigen wetten voor aangelegenheden rond erfenis, huwelijk, kaste en religie:
That in all suits regarding inheritance, marriage, caste and other religious usages or institutions, the law of the Koran with respect to Mahometans, and those of the Shaster with respect to Gentoos shall be invariably be adhered to.
Hastings kon voor islamitisch recht een beroep doen op de onder Aurangzeb gecodificeerde Fatawa 'Alamgiri en op de al-Hidayah. Voor de hindoes was dit minder eenvoudig, aangezien recht lokaal werd gesproken naar jati door pandits en er geen gecodificeerd recht voor geheel India was. Aangezien de Britten in 1776 het Sanskriet onvoldoende beheersten, stelde Hastings elf pandits aan om de Gentoo Code samen te stellen. Deze pandits hielden echter geen rekening met de lokale tradities, maar baseerden zich op de dharmashastra, vooral de Manusmriti, pas in 1794 door William Jones vertaald in het Engels. Deze enkele interpretatie van de onderling conflicterende dharmashastra was buiten de brahmaanse gemeenschap tot dan toe nauwelijks van invloed geweest en was vooral normatief, maar gold vanaf dan voor de gehele hindoesamenleving en werd zo descriptief. De superioriteit waar de brahmanen aanspraak op maakten, ontging de Britten niet:
It is well known that the ancient Hindoo law-books recognize four castes only, and prescribe the duties to he followed by each with minute accuracy. The whole system is founded on the supremacy of the Brahmun caste, and the ignorance and dependence of the others.
Na de oorlogen tussen Mysore en de Britten (1767-1799) en de Maratha's en de Britten (1775-1818) beheersten de Britten grote delen van India, direct dan wel via vazallen. In het Maratharijk was de peshwa afgezet en bleef de chhatrapati aan als vazal. Om hun nog fragiele overwicht te verstevigen, rechtvaardigden de Britten het afzetten van de brahmaanse peshwa door gebruik te maken van de varna-logica dat brahmanen priesters zijn en de macht niet mogen usurperen die aan de kshatriya's behoort. Zo kwam in Maratha de Bhonsle-clan weer aan de macht, terwijl eerder in Mysore de Wodeyardynastie was hersteld door de Britten. Door James Grant Duff en andere invloedrijke mannen uit de Compagnie werd zo een beeld van samenzweerderige brahmanen gecreëerd. Dit Britse referentiekader kwam tegenstanders van de brahmanen goed uit, niet alleen de met de brahmanen concurrerende landeigenaren en belastingontvangers, maar ook hindoeïstische hervormingsbewegingen. In hun onderlinge strijd werd het van belang om zichzelf als een vroom volger van dharma te presenteren, maar ook om met documenten te onderbouwen waarom een bepaalde pretendent recht zou hebben op een zekere positie onder de Britten. Daarbij loonde het veelal om het bestuur voor de komst van de Britten als tiranniek neer te zetten, wat vervolgens de beeldvorming van de Britten verdraaide.

De literatuur die in deze periode geproduceerd werd, stimuleerde ook het debat binnen de hindoeïstische hervormingsbewegingen. Zoals een enkele interpretatie van de dharmashastra prevaleerde, werd met neo-vedanta ook een universeel hindoeïsme gepropageerd en een het idee van een hindoe-natie.:86-96

### Westerse beeldvorming
De Britse Oost-Indische Compagnie was allereerst een handelsonderneming en worstelde met de overgang van beheerder van factorijen naar despotisch bestuur over geheel andere culturen. In een poging om deze culturen beter te kunnen beheersen, moesten deze beter begrepen worden. Het resultaat was wat Ronald Inden ingebeeld India noemde, een fictief India dat door de Britten werd onderverdeeld als hindoes, moslims en andere niet-hindoes, onderworpen aan een rigide kastenstelsel. Historici van de subalterne school stelden deze indeling door de Britten voor als een essentialisme dat de eigenheid van de Indiase individuen moest ontkennen en alsof dit ingebeelde India na de onafhankelijkheid kritiekloos over werd genomen door de heersende Indiase klasse. Hoewel het Britse beeld van India inderdaad genoeg tekortkomingen kende, was de werkelijkheid genuanceerder dan deze subalterne interpretatie. De rapportages, verslagen en boeken waren uiteenlopend en spraken elkaar regelmatig tegen. Zo waren er ook verslagen waarin de vraag werd gesteld of kasten wel in geheel India van toepassing waren en waren er ook die kaste als een relatief modern verschijnsel zagen. Ook was kaste geen Britse uitvinding, zoals nog wel eens wordt gesteld. De latere volkstellingen zouden het kastenstelsel weliswaar doen verstenen, maar de bouwstenen ervan waren wel degelijk afkomstig uit delen van de Indiase samenleving.:97-100
Desalniettemin hadden de Europeanen een zeker beeld van India. De studie van Aziatische beschavingen door Europeanen viel in de negentiende eeuw onder de oriëntalistiek, met daarbij onderverdelingen als arabistiek en indologie. Door de nadruk op beschaving onderscheidde oriëntalistiek zich van antropologie, die zich meer richtte op het primitieve. Deze sociale wetenschappen kenden echter een eurocentrisme, waarbij de eigen cultuur als superieur werd gezien. Door hun wetenschappelijke en objectieve benadering zouden Europese oriëntalisten de Aziatische geschiedenis beter begrijpen dan de Aziaten zelf, subjectief en irrationeel als deze verondersteld werden te zijn. Dit had ook politieke gevolgen, aangezien het de agency – het potentieel tot handelen – van de Indiërs ontkende en daarmee een rechtvaardiging was om hen te besturen. Edward Saïd legde dit exceptionalisme in 1978 bloot voor de situatie in het Nabije Oosten in zijn Orientalism. Western Conceptions of the Orient. Dit oriëntalisme was niet slechts een academische kwestie. Door het kolonialisme konden Europese landen het bestuur van de betreffende landen inrichten naar hun interpretatie van de Oosterse samenleving:
My contention is that without examining Orientalism as a discourse one cannot possibly understand the enormously systematic discipline by which European culture was able to manage - and even produce - the Orient politically, sociologically, militarily, ideologically, scientifically, and imaginatively during the post-Enlightenment period.
Dat beeld was niet altijd zo geweest. In de Middeleeuwen bestond een beeld van India als een exotisch en welvarend land vol met wonderen, geregeerd door priester-koningen als Pape Jan. Ook vanaf de ontdekkingsreizen door de Portugezen bleef het beeld van India als een exotisch oord. Vanaf de eerste Indische armada die in 1498 in India arriveerde, observeerden de Portugezen de Indiase samenleving en in 1516 benoemde Duarte Barbosa voor het eerst de bevolkingsgroepen als casta. Dit was nog een informele beschrijving en dat bleef het ook bij de Nederlanders en Britten die de term overnamen en uitwisselbaar gebruikten in combinatie met termen als ras, klasse, natie, sekte en stam. Wat de Engelse priester John Ovington in 1689 zag bij de Bania overtuigde hem ervan dat kaste een despotisch en vernederend karakter had.:105-107 Andere vroege beschrijvingen waren afkomstig van missionarissen en predikanten als Abraham Rogerius, in 1651 de eerste die een tekst uit het Sanskriet vertaalde naar het Nederlands, en Bartholomäus Ziegenbalg. Deze werken schetsten over het algemeen nog een positief beeld, maar hoewel hij zich hierop baseerde, stelde Johann Jakob Brucker in zijn invloedrijke Historia critica philosophiae uit 1742 dat de Indiase filosofie een barbaarse filosofie was.
Een positiever beeld ontstond bij Britten die door de Britse kolonisatie van India de gelegenheid hadden om de Indiase cultuur te onderzoeken. William Jones maakte de eerste Engelse vertalingen van enkele belangrijke oude Indiase teksten. De vertaling uit 1776 van de Manusmriti door Jones diende als basis van de Britse hindoewetten. Jones schreef de wetten toe aan Manu, die ook de vier kasten zou hebben gecreëerd. Henry Thomas Colebrooke zette een deel van het werk van Jones voort, maar was daarbij kritischer dan Jones over de manier waarop de Indiase literatuur samen was gesteld. Hij poogde wel om de Indiase filosofie zo onbevooroordeeld mogelijk te beschrijven. Jones en Colebrooke hechtten groot belang aan de studie van de Indiase talen en teksten en werden dan ook oriëntalisten genoemd. Bij een selecte groep, onder wie Voltaire en Johann Gottfried Herder, ontstond in Europa zelfs een Indomanie. Friedrich Schlegel zag in Über die Sprache und Weisheit der Indier (1808) India als de bakermat van de beschaving en Sanskriet als de moedertaal, een vroege vorm van de out-of-India-theorie. Dat de oriëntalisten en romantici als Goethe een positief beeld van India hadden, betekende echter niet dat dit een realistischer beeld was. Het was vooral hun eigen interesse in mystiek die van India een mystieke samenleving maakte. Schlegel zag een aantal geestelijke vermogens en stelde dat China de rede vertegenwoordigde, India de verbeelding, Egypte het intellect en Israël de wil. Kaste in combinatie met verbeelding zou volgens Schlegel maken dat despotisme nooit een voet aan de grond zou kunnen krijgen in India. James Forbes publiceerde in 1818 zijn Oriental Memoirs en verdeelde de vier kasten van Jones verder in 84 kasten en onderkasten. Zoals andere oriëntalisten was Forbes een ecologisch determinist en wees dan ook eigenschappen toe aan kasten aan de hand van hun leefgebied. Zo zou het Rajasthan van de rajputs vergelijkbaar zijn met Zwitserland, wat hun hang naar vrijheid en onafhankelijkheid zou verklaren, terwijl de Bengalen juist moreel laagstaande kasten zouden voortbrengen.:114-115
De positieve benadering veranderde met utilitaristen als James Mill. Mill behoorde tot de anglicisten, die juist het Engels voorstonden waarmee Westerse kennis verspreid kon worden in India. In zijn The History of British India uit 1818 poogde hij de ideeën van Jones te weerleggen en rechtvaardigde hij de kolonisatie en Britse culturele hegemonie als beschavingsmissie. Hij zette de hindoecultuur neer als een achterlijke cultuur, gekenmerkt door bijgeloof, onwetendheid en de slechte behandeling van vrouwen. Mill stelde ook dat kaste juist zou leiden tot despotisme. Zijn werk was zeer succesvol en hoewel Mill India nooit had bezocht, zou zijn werk het Britse bestuur van India sterk beïnvloeden. Deze positie werd pas in 1904 deels overgenomen toen Vincent Arthur Smith zijn The Early History of India publiceerde, dat ook gekenmerkt werd door een neerbuigende benadering.
Evangelische zendelingen hadden hun eigen belang om een negatief beeld te schetsen van het brahmanisme. Het werk van William Ward uit 1817-1820 droeg in belangrijke mate bij aan het Europese beeld dat de brahmanen een centrale rol speelden binnen de gehele samenleving. Daar stond tegenover dat anderen als Walter Hamilton – sterk beïnvloed door de Schotse verlichting – in 1828 in The East-India Gazetteer een veel genuanceerder beeld gaven waarin de Indiërs geen onderdanige rol hadden.:110-111

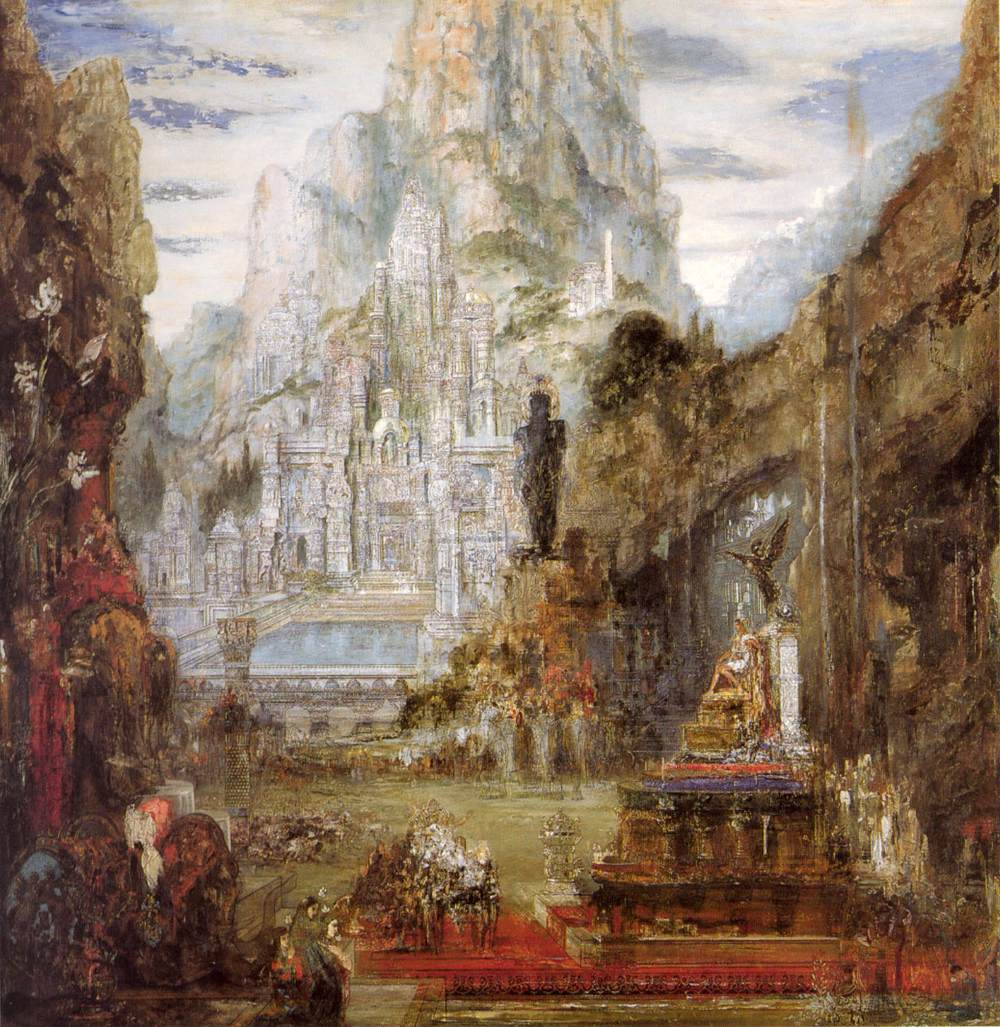
De triomf van Alexander de Grote, 1885, Gustave Moreau

Georg Wilhelm Friedrich Hegel baseerde zich mede op auteurs als Jones en Colebrooke die zelf Sanskriet beheersten en wees oudere werken als die van Brucker af. Maar waar Jones nog waardering had voor de Manusmriti, zag Hegel het werk vooral als een poging van de brahmanen om zichzelf als superieur af te schilderen ten opzichte van de andere varna's. En terwijl Colebrooke de scheiding van de klassen als minder rigide zag dan in vroeger tijden, stelde Hegel juist dat er sprake was van verstening. Waar andere volken hun geschiedenis vormen, zou in India vanaf het begin van de geschiedenis kaste een statisch gegeven zijn geweest. Naast het werk van de oriëntalisten, maakte Hegel ook gebruik van dat van Mill en in zijn Lezingen over de filosofie van de geschiedenis zette Hegel India dan ook neer als een land gedomineerd door verbeelding in plaats van rede, gekenmerkt door irrationeel dromen. Deze interpretatie zou daarna de toon zetten en kwam terug in het idee van oriëntaals despotisme zoals Montesquieu dat formuleerde en de Aziatische productiewijze zoals Karl Marx die zich voorstelde. Fysisch-geografisch en biologische determinisme zouden de politieke en economische verschillen tussen Europa en Azië verklaren, waarmee primordialisme niet slechts op een land, maar op gehele continenten werd toegepast. De aanvankelijk leidende rol zou Azië na Alexander de Grote kwijt zijn geraakt aan Europa dat daarna overging naar het volgende stadium in de unilineaire evolutie, terwijl Azië zou stagneren. Hegel zag wel verschillen tussen het Nabije Oosten en het Verre Oosten. Het Nabije Oosten zou weliswaar een dwaalreligie volgen, maar deze was nog wel monotheïstisch. De stagnatie zou zich beperken tot het Verre Oosten, waarbij nog wel onderscheid gemaakt werd tussen China dat alleen door de Mongolen overwonnen was en India dat gebukt ging onder voortdurende invasies.
William Jones was in 1786 de eerste die de Indo-Arische invasie-theorie voorstelde. De nadruk kwam hiermee te liggen op het onderscheid tussen een arisch ras en een oorspronkelijke bevolking van Dravidiërs. Max Müller populariseerde dit idee waarbij taal en ras gekoppeld werden in 1859, al kwam hij later terug op die koppeling. Anderzijds was het ook Jones die de overeenkomsten tussen het Sanskriet en de Europese talen voor het eerst ontdekte, tot verrassing van zijn tijdgenoten.
Onder een deel van de Britten heerste het idee dat India beheerst werd door geheime organisaties. Dat idee werd versterkt doordat William Henry Sleeman een naar wat hij stelde pan-Indiaas geheim netwerk van thugs oprolde. Thugs beroofden en vermoorden reizigers en hoewel het waarschijnlijk verschillende vormen van georganiseerde en ongeorganiseerde misdaad betrof, beklijfde het idee van een geheime religieuze sekte en werden er ook mensen veroordeeld worden op grond van hun afkomst en niet op basis van hun daden. In 1871 culmineerde dit in de Criminal Tribes and Castes Act, waarbij hele stammen en kasten als crimineel werden bestempeld.:116-118

### Brits-Indië, volkstellingen
Na de Opstand van 1857 werd het bestuur over Brits-Indië overgenomen van de Britse Oost-Indische Compagnie door de Britse Kroon. Om verdere onrust zoveel mogelijk te verminderen, werd gepoogd om de koloniale onderdanen beter te begrijpen. Al eerder waren daar pogingen toe gedaan met aardrijkskundig woordenboeken of gazetteers die wel worden onderscheiden in een vroege periode (1815-1869) van onder meer Francis Buchanan, de hunteriaanse periode (1869-1900) onder William Wilson Hunter die onder meer de The Imperial Gazetteer of India (1881) produceerde en de curzoniaanse periode (1900-1909) waarin Herbert Hope Risley onder George Curzon werkte aan de uitbreiding van The Imperial Gazetteer of India. Naast The Imperial Gazetteer waren er ook District Gazetteers en Provincial Gazetteers. In 1872 werd de eerste volkstelling in India gehouden nadat dit in 1865 al in de Noordwestelijke Provincies was gedaan. Hier werden voor het eerst de vrouwen opgenomen als leden van de kasten.:124 Hunter schetste de Bengalen als een raciaal strijdgebied van Indo-Ariërs en inheemsen waar de eersten weliswaar aanvankelijk als winnaar uit tevoorschijn waren gekomen, maar uiteindelijk geabsorbeerd waren door wat hij zag als een minderwaardig ras. Hier zou kaste – anders dan in Hindoestan – een uitvloeisel zijn van een rassenoorlog.:134-135 De Britten maakten niet als enigen dit raciale onderscheid. De Adi Dravida (oorspronkelijke dravidiërs) claimden in hun strijd tegen kastenonderdrukking nakomelingen van de oorspronkelijke bewoners te zijn van voor de komst van de Indo-Ariërs.:246
Paradoxaal genoeg zou India volgens Mill ondanks de vele invasies de eigen identiteit hebben weten te behouden, zelfs onder islamitische overheersing. Dat dit mogelijk was, werd gezocht in de institutie van het kastenstelsel. Hiervan werd gedacht dat dit zijn oorsprong vond in een raciaal onderscheid. Belangrijk daarbij was Risley, net als Mill een empirist. Risley was in dienst bij de Indian Civil Service in het presidentschap Bengalen en deed daar etnografisch onderzoek, daarbij onder meer beïnvloed door de ideeën van Max Müller. In 1891 publiceerde Risley The Study of Ethnology in India en The Tribes and Castes of Bengal. Risley maakte gebruik van antropometrie, wat hij als een verbetering zag van de eerdere afhankelijkheid van literaire werken die geen beschrijvende, maar slechts normatieve teksten over de gewenste situatie zouden zijn. Anderen als Denzil Ibbetson en John Nesfield stelden dat de kaste samenhing met de verschillende beroepen die vloeiend in elkaar overliepen. Risley zag ras als oorsprong, in stand gehouden door endogamie, en veronderstelde daarbij een grote mate van rigiditeit. Hij meende met de neusindex van Paul Topinard vast te kunnen stellen in hoeverre iemand een Indo-Ariër was. Hoewel deze methodiek tegenwoordig wordt gezien als wetenschappelijk racisme, werd zijn werk toen lovend onthaald. Hij dacht naast de Ariërs ook Dravidiërs en Mongolen te kunnen onderscheiden en dacht tot een totaal van zeven rassen te kunnen komen, de Aryo-Dravidiërs, Dravidiërs, Indo-Ariërs, Mongolo-Dravidiërs, Mongolen, Scytho-Dravidiërs en Turko-Iraniërs, daarbij taalkundige en raciale kenmerken door elkaar gebruikend zoals toen gebruikelijk. In 1899 werd Risley aangesteld als commissaris van de volkstelling. Ibbetson en Nesfield hadden al betoogd dat varna geen praktische toegevoegde waarde had voor de volkstelling en Risley besloot dan ook om niet zoals bij de volkstellingen van 1865, 1872 en 1881 de varna's te gebruiken om alle Indiërs te identificeren, maar de jati's. Dat deed hij op basis van antropometrie. Aangezien hij de jati's zag als het resultaat van rassenvermenging, werkte dit een verminderde sociale mobiliteit in de hand die nog wel mogelijk was bij de interpretatie van Ibbetson. In 1903 werd de Census of India, 1901 gepubliceerd waarin deze bevindingen naar voren kwamen en waarvan hij delen gebruikte in zijn The People of India uit 1908. Zijn definitie van kaste was mogelijk gebaseerd op die van Émile Senart uit diens Les castes dans l'Inde uit 1896. Zijn categorisatie en zienswijze zou een blijvende invloed hebben op de Indiase samenleving. Risley stelde dat stammen uit rassen waren gevormd en kasten uit stammen. Dat zou India een verstarde post-stammen-samenleving hebben gemaakt met Indo-Ariërs en Dravidiërs tegenover elkaar, waar in Europa de stammen met elkaar mengden tot naties. Dit paste binnen het sociaal darwinisme van die tijd, maar daarbij kwam de brahmaanse invloed, met zijn volgens Risley losse omgang met feiten, onverschilligheid voor actie en het dromerige karakter. De nadruk op kaste zou burgerschap en nationale identiteit in de weg staan en daarmee politieke onmacht bewerkstelligen. Dat gebrek aan eenheid zou India tot een makkelijke prooi van de invasie door de wel verenigde moslims hebben gemaakt.
Ondanks hun verschillen stelden zowel empiristen als idealisten dat kaste het bepalende instituut van India is en dachten dat het volgde uit de vermeende botsing tussen verschillende rassen zoals de Indo-Arische invasie-theorie die veronderstelde. Ook gingen beiden ervan uit dat het kastenstelsel een zeer strenge scheiding kende met nauwelijks tot geen sociale mobiliteit en zo scherp contrasteerde met de Westerse maatschappij. Een duidelijk verschil bleef het belang dat de romantici hechtten aan de varna's, zoals Joseph Campbell die deze zag als de essentie. Max Weber zou deze twee benaderingen moeten overstijgen, maar hij baseerde zijn interpretatie van kaste sterk op de volkstellingsrapporten en kwam dan ook tot grotendeels dezelfde conclusies. Het kastenstelsel zou de Indiase samenleving extreem traditionalistisch maken en daarmee de rationaliteit missen die hij nodig achtte om tot het moderne kapitalisme te komen. Weber lijkt daarbij voorbij te gaan aan het gebrek aan agency dat arbeiders juist hebben na de rationalisering van de maatschappij en de daarmee gepaard gaande onttovering van de wereld, vervreemding zoals Marx dit noemde.

### Afwijkende meningen
Niet alle vormen van oriëntalisme zagen kaste als de definiërende factor van de Indiase maatschappij. Etnologen zagen juist een samenleving waarbij slechts een deel zich had laten vangen door de hiërarchie van kaste. Het andere deel zou raciaal niet inferieur zijn aan de Europeanen in de raciale strijd zoals de rassentheorie die voor zich zag.:128-129 Waar Risley de Indo-Ariërs als het meest ontwikkelde ras in India zag, waren anderen van oordeel dat pre-arische stammen als de Santal – vooral na de Santal-opstand van 1855-1856 – de sterkste rassen vormden. Voor anderen was de ontvankelijkheid voor bekering tot het christelijke geloof de bepalende factor. Kenmerkend voor veel etnologen was dat zij de onderlinge verhoudingen zagen als zijnde het resultaat van een rassenstrijd.:132-133
Net als Ibbetson en Nesfield zagen ook William Crooke, Edward Blunt en William Logan niet ras, maar vooral beroep als de definiërende factor van kaste. Ibbetson zag ook geen overkoepelend kastenstelsel, maar veel regionale verschillen, waarbij ook verklaard moest worden dat er veel bevolkingsgroepen helemaal geen kasten hadden. Hij richtte zich vooral op de Punjab, waar grondbezitters, landbouwers en veehouders de helft van de bevolking uitmaakten die volgens hem niet opgesloten zaten in een rigide kastenstelsel, maar waar de rajput, jat, gujar, meo en thakur open en flexibele groepen waren. De brahmaanse idealen waren wel bekend, maar werden niet noodzakelijk gevolgd, zeker niet door sikhs en moslims. Niet kaste, maar de eigen stam was het middelpunt van het plattelandsbestaan in de Punjab. Crooke, Blunt en enkele anderen gingen wel uit van een zeker fysisch-geografisch determinisme, maar Ibbetson had veel meer oog voor het individu.:138-143
Hoewel ook Arthur Maurice Hocart een zekere mate van evolutionisme aanhing, ging zijn aandacht vooral uit naar de overeenkomsten tussen Oost en West. Hij zag de kasten dan ook vooral als onderdeel van de hofhouding rond de koning. Hij bekritiseerde de afwijzing door de empiristen van het belang van de varna's door een vergelijking te maken met de Britse situatie. Dat er vele verschillende beroepen waren, maakte niet dat het onderscheid tussen adel en burgerij niet relevant zou zijn, iets wat al ontkracht wordt door het bestaan van het House of Lords. Vooral na de Tweede Wereldoorlog kwam het cultuurrelativisme op dat gelijkwaardigheid van alle culturen veronderstelde. Tegelijkertijd was het naturalisme echter niet verdwenen en werd India beschouwd als ontwikkelingsland met een achterhaalde maatschappij, gedomineerd door het kastenstelsel dat de staat zou overstijgen. Zo stelde Arthur Llewellyn Basham de kasten wel als klassen voor, maar terwijl het ook door klassen gedomineerde Europa als moderne maatschappij werd beschouwd, zag hij India net als Mill als een post-stammen-samenleving op basis van ras. Kritiek daarop kwam van Louis Dumont, maar ook hij zag de staat als ondergeschikt aan het kastenstelsel. Bij Dumont was kaste gebaseerd op zuiverheid en de basis voor macht.
Inden zag aanvankelijk kaste ook als de bepalende factor van de Indiase maatschappij, maar verder onderzoek bracht hem tot andere gedachten. Het kastenstelsel in zijn min of meer huidige vorm zou niet de oorzaak zijn geweest van een verzwakt koningschap, maar daar juist uit voortkomen. Het koningschap in Bengalen zou tot de islamitische veroveringen in de dertiende eeuw de bepalende institutie zijn geweest met de kasten in een ondersteunende functie. Voor de islamitische verovering had Vallalasena, koning van de Sena's, al het kulinisme ingesteld voor de problematiek van de inter-varna-huwelijken waarbij hypergamie, het huwelijk van een vrouw met een man van hogere status, wel was toegestaan. Na de komst van de moslims werd aanvankelijk elk contact tussen moslims en hindoes geacht de vedische orde in gevaar te brengen, vooral voor de kulina's, de hoogste brahmanen en kshatriya's. Gaandeweg werd dit echter steeds normaler, alleen een huwelijk betekende nog een gevaar voor de status. Zo nam het belang van de vedische rituelen voor de hindoe-identiteit sterk af, terwijl het huwelijk daarbij juist de bepalende factor werd. Daarnaast had de afwezigheid van een hindoekoning tot gevolg dat diens vedische taken door de gemeenschap werden overgenomen, wat de noodzaak voor een eventuele toekomstige hindoekoning verminderde. Dit was de situatie in de negentiende eeuw zoals die door Europese onderzoekers en magistraten aan werd getroffen en waarvan werd aangenomen dat die altijd zo was geweest. Volgens Inden is kaste echter niet zoals zowel empiristen als romantici dachten de essentie van de Indiase samenleving, maar veel meer een vorm van burgerschap die zich steeds heeft aangepast en onderdeel was van een continuüm van hoven en raden op verschillende niveaus, waar individuen hun eigen agency hadden.

### Invloed Westers denken op Indiase denkers
Een vroeg weerwoord op de Britse kritiek op het kastenstelsel was van Subaji Bapu, een astroloog (jyotish). Rond 1839 betoogde Bapu dat de varna's de kern waren van het hindoeïsme en dat de Britten. Buiten India zou het klimaat te ongunstig zijn om de zuivere levenswijze van de brahmanen te volgen, zodat de mleccha's allen tot de shudra-kaste zouden behoren, daar waar andere brahmanen stelden dat alle buitenlanders kastenloos waren. Aangezien het de mleccha's aan brahmanen ontbrak voor de spirituele begeleiding om moksha te bereiken, was het christelijk geloof niet superieur, zoals de missionarissen stelden. Een andere belangrijke vroege denker was Ram Mohan Roy. Hij richtte in 1828 Brahmo Sabha op en had veel kritiek op het polytheïstische karakter van het hindoeïsme en de purana's die deze goden verheerlijkten. Deze kritiek richtte zich ook op het kastenstelsel en de rigiditeit daarvan, maar dat kon niet voorkomen dat Brahmo Samaj, de opvolger van Brahmo Sabha, uiteindelijk een exclusieve groepering zou worden binnen het hindoeïsme.:144-147
Gedurende de tweede helft van de negentiende eeuw groeide de groep Indiërs met een moderne opleiding tot zo'n half miljoen. Dit werkte een toenemend zelfbewustzijn in de hand en daarmee het ontstaan van de Indiase onafhankelijkheidsbeweging en het hindoenationalisme. Bewegingen als Arya Samaj onder Dayananda Saraswati probeerden het hindoeïsme te hervormen naar een monotheïstische visie en de positie van de lagere kasten te verbeteren, terwijl Vivekananda beïnvloed werd door westerse esoterie en de Ramakrishna Mission oprichtte. Vooral het tijdschrift Indian Social Reformer werd een platform voor discussies over hindoeïsme en kaste, terwijl de jaren 1880-1930 de hoogtijdagen waren van de kastenconferenties. Zowel de traditionalisten als de liberale hervormers voerden de discussie onder sterke invloed van de Europese etnologie om tot de conclusie te komen dat India ver genoeg was om een natie te vormen.:148-152 Aan het einde van de negentiende eeuw waren er drie standpunten te onderscheiden waarin kaste werd voorgesteld als::154-155
- splijtzwam en verderfelijke kracht, de natievorming tegenwerkend
- varna, overkoepelende ideologie van spiritualiteit en moraliteit, die als een gouden ketting de natievorming bevordert
- jati, een concrete alledaagse realiteit, een bron van nationale kracht

#### Hervormers
Onder de eerste groep vielen de aanhangers van de in 1887 door Mahadev Govind Ranade en Rai Raghunatha Rao opgerichte National Social Conference, onderdeel van de in 1885 opgerichte Congrespartij. Van hieruit werd gestreden om de positie van onaanraakbaren en vrouwen te verbeteren, kindhuwelijken te verbieden en de isolatie van weduwen te beëindigen. Een van de argumenten van de hervormers tegen het kastenstelsel was dat dit het vermeende geniale arische ras verdeelde en het zou dan ook van buiten India afkomstig zijn. Dit opende echter de deur naar de vraag wie dit dan was geweest, waarbij in Zuid-India de dravidische anti-brahmaanse Self-Respect Movement onder Erode Venkatappa Ramasamy juist de Indo-Ariërs aanwees. Opmerkelijk genoeg werd het kader van zowel voor- als tegenstanders van kaste bepaald door enerzijds de Europese etnologie en eugenetica en anderzijds de brahmaanse varna.:155-160 Binnen dit kader probeerden kaste-organisaties hun positie te verbeteren, maar bevestigden daarmee de Britse administratieve indeling die volgde uit de volkstellingen en daarmee het kastenstelsel. Zowel voor- als tegenstanders van het kastenstelsel manifesteerden zich als ware hindoes en aanhangers van het eeuwige geloof sanatan dharm. Hun pogingen om de positie van achtergestelde groepen te verbeteren, werd door de hervormers dan ook neergezet als streven om de sociale zuiverheid van India te vergroten, zoals ook bewegingen als Arya Samaj shuddhi of zuiveringsrituelen hielden.:160-162
In hun afwijzing van kaste maakten de hervormers ook gebruik van vedantische teksten met kritiek op purana's die het kastenstelsel verheerlijkten. Indirect versterkte deze vereniging van alle kasten ook het hindoenationalisme. Dat werd verder versterkt door de literatuur die de schijn hoog moest houden dat de vazalstaten Maratha en Mysore onafhankelijke hindoestaten waren.:168 En hoewel een hervormer, zag Dayananda Saraswati van Arya Samaj varna vyavastha of kaste-orde ook als de ideale basis voor een hindoesamenleving, maar dan niet op basis van toewijzing, dus geboorte, maar op basis van verwerving door de heilige teksten te leren en zuiverheid te bereiken. Hij droeg zelfs het heilige koord van de tweemaal-geborenen als teken van geleerdheid. Iedereen moest dan wel toegang hebben tot de Veda's, wat tot verhitte discussies met brahmanen leidde, maar veel van het oude systeem bleef intact. Enerzijds werden de nieuwe idealen werden gestimuleerd door onder meer combinaties van Europese banketten met traditionele bhakti, waar publieke figuren geacht werden om steun te geven aan zaken als hertrouwende weduwes en vrouwenonderwijs. In 1913 organiseerde een groepering die zich Aryan Brotherhood noemde in Bombay een gemengd banket voor alle kasten. Anderzijds behoorden organisaties als Prarthana Samaj weliswaar tot de hervormers, maar stonden niet voor een gehele kasteloze samenleving en waren ook niet toegankelijk voor onaanraakbaren. Hier bleek vooral een kloof tussen de theorie van gelijkwaardigheid voor de mensheid en de praktijk waarin toch gebruik werd gemaakt van bediendes uit een lagere kaste en uiteindelijk niet elke mens gelijk was.:170-172
Als modernisten waren de hervormers ook vatbaar voor de toen moderne rassentheorie en onder meer W.W. Nowangay en Nripendra Kumar Dutt volgden dan ook het idee van de rassenstrijd van Hunter als verklaring voor het ontstaan van het kastenstelsel en de positie van de onaanraakbaren. De kolonisten zouden dit proces vervolgens hebben versterkt door de hoge kasten een vals gevoel van trots te geven over hun vermeende arische bloed.
:172-175

#### Hindoerevivalisme
De tweede groep bestond uit conservatieve hindoerevivalisten. Binnen de Congrespartij waren deze tegenstanders van de National Social Conference ook vertegenwoordigd, zoals Bal Gangadhar Tilak. Tilak was een groot voorstander van purna swaraj of volledig zelfbestuur, maar ook zeer conservatief en hij zag de liberale pogingen om de positie van minderbedeelden te verbeteren als een aanval op het nationale geloof.:155-160 Zeer traditioneel was Jogendra Nath Bhattacharya die in Hindu Castes and Sects uit 1896 stelde dat varna een gouden ketting was die India verenigde. In de Bengalen circuleerden jatimala (guirlande van jati) waarin niet alleen de oude geschriften als onderbouwingen werden gegeven om de strikte normen van jati en varna te handhaven, maar ook blijk werd gegeven van kennis van de tegenwoordig als pseudowetenschap beschouwde Europese theorieën. De revivalisten als Shridhar Venkatesh Ketkar zagen zichzelf dan ook als vertegenwoordigers van de moderne tijd en verdedigden het kastenstelsel als een zeer gezonde leer voor elk volk. Ze zagen ook wel de nodige uitwassen van het kastenstelsel, maar stelden dat dit afwijkingen waren van hoe de varna's hoorden te zijn. En hoewel Vivekananda protesteerde tegen de behandeling van de onaanraakbaren, zag ook hij varna als bevestiging dat iedereen verschillende kwaliteiten heeft en dat deze het best bij elkaar gegroepeerd kunnen worden. Ketkar wees wel de sterke animositeit tussen Ariërs en Dravidiërs af.:163-167
Zowel hervormers als revivalisten grepen terug op oude teksten als onderbouwing, op deze manier beiden het argumentum ad antiquitatem gebruikend. Voor een aanzienlijk deel van de Indiase bevolking waren dit echter grotendeels onbekende teksten.:168

#### Patriotten
Ranade was weliswaar een hervormer, maar hij wees het kastenstelsel niet af. Voor hem waren de jati's de kern van het stelsel en juist de basis van het succes van wat volgens hem het uitverkoren ras was. Shivaji van het Maratharijk werd voorgesteld als heroïsche bevrijder die verschillende kasten tot een enkele nationaliteit of zelfs Maratha-ras verenigde. De verenigingen van jati's werden gebruikt om campagne te voeren tegen alcoholgebruik, onzedelijke huwelijken en andere onzuiverheden. Zo stonden de hervormers aan de kant van Ranade een opmerkelijke mengeling voor van enerzijds progressieve hervormingen en anderzijds een conservatieve houding ten opzichte van ras en kaste. Kaste werd daarbij voorgesteld als zijnde analoog aan de liberale opvatting van burgerschap.:175-179
Als reactie op de Europese rassentheorie ontwikkelde de groeiende Indiase intelligentsia een eigen nationalisme. Zoals christen en moslims Mensen van het Boek waren en hun geloof gecodificeerd hadden met hun Bijbel en Koran, zo moest het hindoeïsme ook zijn eigen essentie vinden. Daartoe werden niet alleen oude, veelal nog maar weinig bekende hindoegeschriften opnieuw verspreid, maar werd ook een visie uiteengezet van natie, kaste en ras. In 1937 publiceerde Shiv Kishan Kaul Wake up Hindus (A plea for mass religion) Aryanism waarin hij de superioriteit van het arische ras en het hindoeïsme uiteenzette. Waar Kaul een voorkeur voor autoritarisme had, gold dat niet voor andere aanhangers van onafhankelijkheid als Rabindranath Tagore en Aurobindo, maar voor allen leek kaste een definiërend aspect van het hindoeïsme.:152-154

#### Onaanraakbaren
De onaanraakbaren kregen vanaf de tweede helft van de negentiende eeuw meer aandacht van de Britten die voorzichtige pogingen deden om hun positie te verbeteren. Aan het einde van de eeuw kwamen de onaanraakbaren zo ook in het vizier van de hervormers, die zich als doel stelden hen te verheffen naar de normen van zuiverheid. Volgens hervormers als C. Sankaran Nair waren er geen raciale obstakels die een dergelijke verheffing in de weg zouden staan. Gopal Krishna Gokhale wees op het succes van moslims, sikhs en christen – die ook al meer nakomelingen kregen – bij het bekeren van onaanraakbaren als motivatie om hen te verheffen en zo het hindoeïsme te versterken. In 1905 werd daartoe de Servants of India Society opgericht en Annie Besant in 1908 de Sons of India Order begon. De onaanraakbaren werden geacht zich te conformeren aan de dharma van het hindoeïsme en geheelonthouders en vegetariërs te worden. Als ze zich daar niet aan hielden, werd gesteld dat ze zelf schuldig waren aan hun slechte behandeling door hogere kasten.
:179-186

### Non-brahmanisme
Ten tijde van de hervormingen door lord Ripon in de beginjaren 1880 verkregen Indiërs enige vorm van zelfbestuur op lokaal niveau, in 1909 gevolgd door de Minto–Morley-hervormingen of Indian Councils Act 1909. Opnieuw bleken daar echter vooral tweemaal-geborenen de machtsposities in te nemen. Chitpavan als Tilak probeerden op hoger niveau hun macht te vergroten, maar werden wantrouwt door de Britse gouverneurs, maar het activisme was niet beperkt tot die groep. De Arya Samaj wisten de koebeschermingsbeweging te populariseren, wat in de jaren 1890 leidde tot koeienwraak tegen moslims. Onlusten rond de Swadeshi-beweging gericht tegen de kolonisatie laaiden op tussen 1905-1910, terwijl Tilak mela's (festivals) omvormde tot protesten tegen moslims en kolonisatie. De Theosophical Society in Madras werd ook beschouwd als een antikoloniale beweging. Kastenverenigingen speelden daarin ook een rol, zoals de Kayastha pathshala. Deze school van de machtige schrijvende kasten bestond uit zowel conservatieven als hervormers, maar beiden ondersteunden het uitbannen van vermeende sociale onfatsoenlijkheid.:235-239
In hun wantrouwen tegen de brahmaanse kasten stimuleerde het Britse bestuur het non-brahmanisme of anti-brahmanisme van de kasten van dienstverleners. De Montagu-Chelmsford-hervormingen werden in 1919 bekrachtigd met de Government of India Act 1919 en zette de weg naar zelfbestuur in gang. De Madras Presidency en de Bombay Presidency werden beide een diarchie en in Madras wist de in 1916 opgerichte Justice Party in 1920 de verkiezingen te winnen op basis van hun anti-brahmanisme, daarbij sterk ondersteund door de Britten. In Bombay werd in 1920 de Non-Brahman Association opgericht met steun van Shahu van Kolhapur. Shahu, uit een Maratha-familie die claimde af te stammen van Shivaji, was een hervormer en verbonden met Bhimrao Ramji Ambedkar en Arya Samaj. Hoewel anti-brahmanistisch, was Shahu niet tegen het kastenstelsel en stimuleerde het heilige koord van de tweemaal-geborenen voor kshatriya's. De Maratha stimuleerden ook de bahujan-samaj (gemeenschap van de meerderheid) die zich tegen Tilak en andere revivalisten keerden en wisten zo hun elitaire status te maskeren en hun politieke macht te vergroten. Dit werd nog van groter belang met de Government of India Act 1935, waarmee ook lagere kasten stemrecht kregen, zodat het aantal kiesgerechtigden toenam van zo'n 7 naar 35 miljoen mensen. In de jaren 1930 viel het non-brahmanisme uiteen in de backward classes en de forward classes.:239-244

### Onafhankelijkheidsbeweging
Het gedachtegoed van het Britse bestuur van India sloot dicht aan bij dat van de empiristen, wat een verklaring kan zijn dat bevrijdingsnationalisten als Mahatma Gandhi en Jawaharlal Nehru hun gedachtegoed baseerden op de romantici. Sarvepalli Radhakrishnan verdedigde zo de vier varna's, die hij als klassen beschouwde, boven de jati's die voor de empiristen prevaleerden. Dit zou beter aansluiten bij de arbeidsverdeling en de menselijke natuur. Bovendien zouden dit klassenstelsel geen Indisch, maar een universeel fenomeen zijn. De geschiedenis zou daarnaast juist niet statisch zijn en ook geen vooruitgang kennen, maar een proces van neergang sinds een gouden tijdperk. Tijdens de Gupta's zou de ideale vorm van het klassenstelsel zijn afgegleden naar het kastenstelsel. Hoewel dit afweek van de Westerse ideeën, ontbreekt ook in deze opvatting de agency, alleen nu niet slechts voor India, maar voor de gehele wereld.
Van Malcolm Lyall Darling met zijn The Punjab Peasant in Prosperity and Debt uit 1925 werd gesteld dat het zijn tijd ver vooruit was. Zijn ideeën sloten aan bij het progressieve deel van het Indian National Congress, waaronder Jawaharlal Nehru.:138-143
Nehru ging binnen de Congrespartij in zijn streven naar onafhankelijkheid uit van een kastenloze maatschappij en riep op om bij volkstellingen geen kastengegevens te rapporteren. Binnen de Congrespartij was er ook een radicale vleugel met onder meer Subhas Chandra Bose die het kastenstelsel volledig wilde afschaffen. Desondanks was dit een minderheidspositie en domineerde kaste het debat. Zo afficheerde de Unionist Party zich als een partij voor de jat en voor moslims. In de Bengalen verweerden zamindari van de Hindu Mahasabha zich tegen de groeiende invloed van niet-hindoes door onaanraakbaren te mobiliseren om zich bij hen aan te sluiten en zich als kshatriya's te laten registreren tijdens de volkstellingen. De non-coöperatiebeweging die ontstond na het bloedbad van Amritsar in 1919 had het uitbannen van het hindoeïsme van het verwijt van onaanraakbaarheid als een van de doelen. Volgelingen van Gandhi organiseerden ashrams waar zij onaanraakbaren en adivasi les gaven in hindoewaarden als matiging en vegetarisme, mede door het zingen van bhajans. De matigingsbeweging werd zo sterk verbonden met de onafhankelijkheidsbeweging. De non-coöperatiebeweging kwam voor Gandhi ten einde met het Chauri Chaura-incident in 1922, maar daarna werden onder meer tempeltoegangcampagnes of satyagraha gevoerd, zoals de Vaikom-satyagraha bij de Vaikom-tempel in 1924-25 die onaanraakbaren toegang moest geven tot tempels. Gandhi stelde in 1926 in Young India dat het hindoeïsme algemeen veroordeeld zou worden als het zich niet teweer zou stellen tegen het onrecht dat begaan werd tegen de onaanraakbaren. Hij noemde de aardbeving in Nepal in 1934 een vergelding was voor die zonde. In 1936 vaardigde Chithira Thirunal de tempeltoegangproclamatie uit waarmee onaanraakbaren toegang verkregen tot de tempels in Travancore. Gandhi noemde de onaanraakbaren harijan, kinderen van God, als vervanging van andere neerbuigende termen en richtte in 1932 de Harijan Sevak Sangh op die de opvoeding of uplift van de harijan moest stimuleren. Dit betekende echter dat Gandhi het kastenstelsel als rechtmatige institutie erkende en dat de harijan pas voldeden als ze zich conformeerden aan de zuiverheidsnormen van de hogere kasten. Gandhi kreeg dan ook de nodige kritiek op deze zendingsdrang en hoewel harijan een populaire benaming werd, werd het sinds de jaren 1970 steeds meer vervangen voor dalit (onderdrukt), omdat harijan als te onderdanig werd ervaren. Gandhiaans socialisme beschouwde varnashramadharma echter als weg naar een socialistische utopie.:244-253
Onaanraakbaren waren politiek vrijwel niet vertegenwoordigd en lange tijd was Jagjivan Ram de enige dalit in de Congrespartij. Deze groep werd veelal samengevat als de onderdrukte kasten en afgeschilderd als armer en meer achtergesteld dan de rest, wat vervolgens gebruikt werd als motivatie om hen de blijkbaar benodigde uplift te geven. Deze depressed class was echter geen homogene groep en kasten als de Mahar stelden superieur te zijn aan andere jati, wat gepaard ging met het nodige onderlinge geweld. Noordelijke kasten konden zo stellen verheven te zijn boven zuidelijke groepen als de Paraiyar en de Holeya, de paria's.:253-256

### Ambedkar
De Mahar waren sterk beïnvloed door Kabirpanth, de sampradaya op basis van de leer van Kabir. Ze wisten een bovengemiddelde sociale cohesie te bereiken en enige welvaart, onder meer door dienstverbanden in het leger. Bhimrao Ramji Ambedkar was een van hen en had zo aan de Columbia-universiteit economie weten te studeren. In 1916 hield hij de lezing Castes in India: Their Mechanism, Genesis and Development waarin hij zich keerde tegen de manuvadi, de aanhangers van de Manusmriti die via endogamie het kastenstelsel in stand wilden houden. In 1927 begon hij een beweging tegen onaanraakbaarheid en verbrandde exemplaren van de Manusmriti. Dit leidde tot een schok onder hindoes die hem daarna als een vijand van hun religie beschouwden, iets wat hij beaamde.:256-260
In 1936 schreef Ambedkar Annihilation of Caste, dat hij als toespraak had willen voordragen op een conferentie van een progressieve hindoe-organisatie die streefde naar afschaffing van het kastenstelsel. Toen de organisatoren echter de tekst toegestuurd kregen, waren ze bang dat orthodoxe hindoes aanstoot zouden nemen aan zijn felle kritiek op het hindoeïsme en zijn oproep aan hindoes om zich tot een andere religie te bekeren. Ze vroegen Ambedkar om een reeks passages uit zijn toespraak te verwijderen, maar dat weigerde hij. Daarop besloot de organisatie om de gehele conferentie af te gelasten uit angst voor geweld van orthodoxe hindoes. Ambedkar publiceerde daarop de toespraak in boekvorm en verspreidde er 1500 exemplaren van op eigen kosten, wat tot zowel lof als kritiek leidde, onder anderen van Mahatma Gandhi, die het kastenstelsel verdedigde. Annihilation of Caste werd in verschillende Indiase talen vertaald, terwijl Ambedkar in 1936 Gandhi van repliek diende.

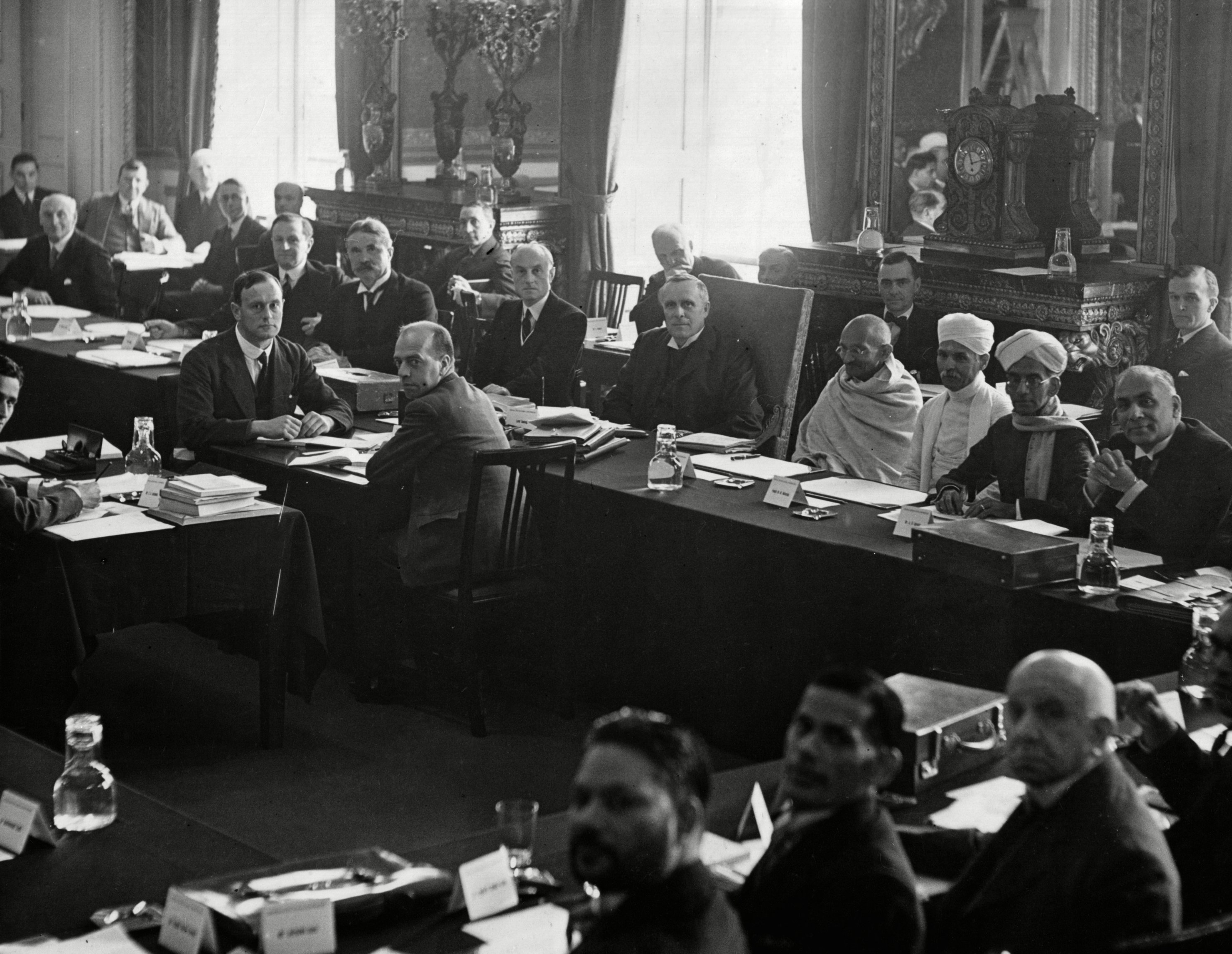
De tweede rondetafelconferentie in 1931 met in de grote stoel lord chancellor John Sankey met links van hem Gandhi die voor de Congrespartij sprak. Op de voorgrond meest rechts is Ambedkar nog net zichtbaar, hij vertegenwoordigde de depressed classes

Hoewel Ambedkar en Gandhi tot tegengestelde conclusies kwamen ten aanzien van kaste, beschouwden ze het beiden als een belangrijk en legitiem politiek onderwerp en niet als een Britse koloniale uitvinding. Zij weken daarmee af van Nehru, die kaste niet als een politiek onderwerp beschouwde. Ambedkar had al in de aanloop naar de Government of India Act 1919 tegenover de Southborough Franchise Committee gepleit voor eigen kieskringen voor onaanraakbaren. Hij stelde dat de tegenstellingen met de kasten groter waren dan de binding door het hindoeïsme, waardoor de kasten geen goede vertegenwoordigers zouden zijn voor de onaanraakbaren, die hij slaven van slaven noemde, slachtoffers van zowel het kolonialisme als het kastenstelsel. Tijdens de tweede rondetafelconferentie in 1931 probeerde Gandhi de hindoemeerderheid te waarborgen en stelde dat de Congrespartij de enige vertegenwoordiger was van alle Indiërs. Onaanraakbaren moesten volgens hem als hindoes beschouwd worden en zouden net als moslims niet als aparte minderheid behandeld moeten worden. Dit werd verworpen door de conferentie en premier Ramsay MacDonald vaardigde daarna de Communal Award toe waarmee de onaanraakbaren hun eigen kieskring kregen, nadat de moslims deze al in 1909 hadden gekregen met de Minto–Morley-hervormingen en de sikhs en christen in 1919. In 1932 werd het Poona-pact overeengekomen waarin de onaanraakbaren hun eigen kieskring opgaven in ruil voor een vast deel van de voor hindoes bestemde zetels. Met de Government of India Act 1935 verkregen provinciebesturen een grote mate van autonomie, al kende dit nog de nodige beperkingen. De wet had een enorme toename in kiesgerechtigden tot gevolg en voorzag in vertegenwoordiging op basis van gemeenschappen van stammen en jati's in plaats van op geloof. Het was een klap voor het politieke overwicht van de hindoenationalisten en een overwinning voor Ambedkar dat de depressed classes – vanaf dan de scheduled castes genoemd – met deze wet hun eigen vertegenwoordiging kregen. Daartoe werden deze in kaart gebracht in The Government of India (Scheduled Castes) Order, 1936, wat resulteerde in bijna 400 gemeenschappen. Hoewel Ambedkar succesvol was in zijn pogingen om de onaanraakbaren beter vertegenwoordigd te krijgen, bevestigde hij hiermee wel het kastenstelsel, dat niet alleen steeds meer een onderdeel van de politiek werd, maar ook van het dagelijks leven doordat gemeenschappen hun eigen lokale kastenlijsten opstelden en kasteverenigingen oprichtten.:260-265

### Onafhankelijk India
In 1947 werd Brits-India onafhankelijk, wat gepaard ging met de opdeling in India en Pakistan op basis van godsdienst. De overheid van het nieuwe India zag zich gedwongen daarna een tegenstrijdig beleid te voeren waarbij enerzijds gepoogd werd om tot een kasteloze maatschappij te komen en het anderzijds het lot wilde verbeteren van achtergestelde kasten. Vooral dankzij Nehru werd de Indiase grondwet van 1950 zo opgesteld dat India een seculiere staat werd zonder staatsgodsdienst zoals Pakistan wel kreeg. Afgezien van artikel 48 dat staten de mogelijkheid geeft om de slacht van koeien te verbieden, bevat de grondwet dan ook geen teksten die refereren aan hindoeistische of brahmanistische zaken als rituelen, goden en geschriften.
De invloed van Ambedkar is merkbaar doordat de grondwet tegelijkertijd indirect de realiteit van het bestaan van het kastenstelsel erkent. Zo werd met artikel 17 onaanraakbaarheid verboden. En hoewel artikel 15 weliswaar discriminatie verbiedt, laat het de overheid vrij om een voorkeursbeleid te voeren voor achtergestelde groepen als vrouwen en scheduled castes en scheduled tribes. Artikel 46 versterkt dit doordat het verlangt dat het onderwijs en de economische belangen van deze groepen wordt bevorderd. Deel XVI verzekert een evenredige vertegenwoordiging van deze groepen in de Lok Sabha, het Indiase lagerhuis, en in de parlementen van de staten. Terwijl de grondwet dus enerzijds gelijkheid en individualisme eiste, ging het daaraan voorbij bij de beoordeling van achtergestelde groepen. Door niet te kijken naar het individu kon een rijk backward persoon meer ondersteuning krijgen dan een arm forward persoon, daarmee het kastenstelsel bevestigend. Onder Ambedkar als minister van justitie werd in 1955 de Untouchability (Offences) Act uitgevaardigd om artikel 17 van de grondwet uit te voeren. Daarin slaagde de wet maar matig en in 1976 werd deze dan ook opgevolgd door de Protection of Civil Rights Act. Ook deze wet bleek de nodige tekortkomingen te hebben en bevestigde tegelijkertijd het kastenstelsel. Dit volgde ook uit het stelsel van reserveringen, waarbij staten en de centrale overheid voor achtergestelde groepen voorzieningen geven bij examens, vacatures, universitaire toelatingen, beurzen, leningen en promoties. Aangezien bij volkstellingen sinds 1931 niet meer gevraagd werd naar kaste, werd voor de uitvoering hiervan veelal teruggegrepen op The Government of India (Scheduled Castes) Order, 1936. Achtergestelde groepen die hun positie tussentijds hadden weten te verbeteren, hadden er geen belang bij om hun status te verliezen en protesteerden dan ook lange tijd succesvol tegen initiatieven om kaste weer onderdeel van de volkstellingen te maken tot het tijdens de volkstelling van 2011 weer meegenomen werd.
Een van de andere tekortkomingen van het systeem van reserveringen was dat de groepsbenadering geen rekening houdt met de dynamiek binnen de groep. Zo kennen vrijwel alle achtergestelde kasten een creamy layer, families die de voorzieningen bedoeld voor de gehele kaste naar zichzelf toe trekken.
Binnen het Indiase leger is kaste een belangrijke factor gebleven en is succesvol gestreden tegen de opheffing van op kaste en religie gebaseerde regimenten zoals het jat-regiment, rajput-regiment, dogra-regiment en het sikh-regiment.

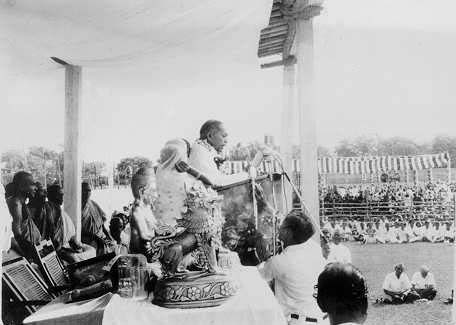
Ambedkar tijdens de massabekering op 14 oktober 1956

Met Jagjivan Ram in hun gelederen wist de Congrespartij veel onaanraakbaren aan zich te binden tot Ram de partij in 1977 verliet. Ambedkar wist met zijn Scheduled Castes Federation maar weinig stemmen te halen. Nadat hij in 1935 de intentie al had uitgesproken, bekeerde hij zich in 1956 tot het boeddhisme en met hem zo'n 380.000 dalits. Hij kwam vlak daarna te overlijden en de dalit-boeddhistische beweging groeide nooit uit tot een landelijke beweging en wist dan ook niet de verschillende kasten te overstijgen, maar bevestigde deze eerder als kleine beweging. Met christelijke bekeringen in Nagaland waren dit wel dankbare onderwerpen voor hindoe-supremacisten als de Rashtriya Swayamsevak Sangh (RSS) die stelden dat het hindoeïsme hiervan gered moest worden.
De Kalelkar-commissie stelde in 1956 radicale veranderingen voor, waaronder landhervormingen, voor backward classes naast de scheduled. De commissie telde in 1955 al 2399 backward classes, zo'n 32% van de bevolking, zodat met de 14% scheduled castes en 6% scheduled tribes erbij meer dan de helft van de bevolking recht zou hebben op aanvullende ondersteuning. De voorstellen van de commissie werden echter afgewezen, aangezien Nehru de geleidelijkheid voorop had staan. De Wet Herindeling van Staten van 1956 vormde nieuwe staten langs de lijnen van grote aantallen van een of slechts enkele van deze sat-shudra's of zuivere shudra's, die zo een interessante doelgroep werden voor massamobilisaties door politici.
Nehru overleed in 1964 en in 1966 werd zijn dochter Indira Gandhi premier. In de jaren 1960 werd de groene revolutie in gang gezet die ook het zelfbewustzijn van de boeren (kisan, zonen van de grond) deed groeien. De overmacht van de Congrespartij slonk daarmee langzaam en tijdens de verkiezingen in 1967 verloor de partij aanmerkelijk, hoewel het in de 4e Lok Sabha landelijk nog wel aan de macht bleef. Dat was niet het geval in Uttar Pradesh waar de partij de macht verloor in de Wetgevende vergadering van Uttar Pradesh aan een coalitie van partijen, waaronder de Bharatiya Jana Sangh (BJS), de politieke tak van de RSS. Daarna werden boerenpartijen als de Bharatiya Kranti Dal (BKD) populair door zich te richtten op de kleine landeigenaren. De groep was aanmerkelijk gegroeid nadat in 1951 met het Eerste amendement van de Grondwet een einde was gemaakt aan de zamindari en voormalige pachters zelf grond verkregen. Deze groep kon aanvankelijk dan ook tevreden zijn, maar gaandeweg leek de industrialisatiepolitiek voorrang te krijgen onder Nehru en bleef collectieve landbouw dreigend op de achtergrond. Terwijl de mijnbouw en industrie in de jaren 1960 groeide met zo'n 55%, was die van de landbouw beperkt tot ruim 12%. De kleine landeigenaren wilden een groter aandeel in de groeiende welvaart en de landarbeiders wilden om te beginnen meedoen.:249-251 Deze kleine landeigenaren zijn wel ossenkapitalisten (bullock capitalists) genoemd, minder land bezittend dan wat in het marxisme koelakken werden genoemd, maar meer dan landarbeiders. Deze boeren behoorden weliswaar veelal tot de forward castes, maar niet bij de elite. Dit nieuwe agrarisme zette een populisme in gang waarbij het platteland (Bharat) tegenover de vermeende uitbuitende stedelingen werden gezet en waarbij een verbetering werd gezocht van de ruilvoet tussen dorp en industrie. Om de aansluiting niet te verliezen, volgde de Congrespartij de boerenpartijen in dit populisme en richtte zich daarbij op de KHAM, de verzamelnaam voor kshatriya, harijan, adivasi en moslim. Die laatste drie, de HAM, waren de traditionele kiezers van de seculiere Congrespartij, terwijl de kshatriya's beloofd werd dat de landplafondwetten versoepeld zouden worden.
Het loonde voor politieke partijen om hun potentiële achterban op te laten nemen als achtergestelde klasse zodat dezen ook recht hadden op aanvullende voorzieningen. De toevoeging van de nieuwe categorie van other backward classes (OBC) bracht hier uitkomst, aangezien opname hierin niet afhankelijk was van het onzuiverheidscriterium. Voor zuivere maar niet welvarende kasten als de jat, kunbi en kamma was het weliswaar een dilemma of zij vast wilden houden aan hun prestigieuze status of dat zij toetraden tot deze nieuwe categorie, maar deze jati-blokken groeide daarna gestaag. Begin jaren 1970 waren er 26 backward classes commissions, die vooral in het zuiden invloedrijk werden. In Tamil Nadu werd het anti-brahmanisme van de Justice Party voortgezet door DMK. In 1967 kwam de partij aan de macht in wat toen nog de Wetgevende vergadering van Madras heette met de belofte om het kastenstelsel te vernietigen. Eenmaal aan de macht hield het dit stelsel echter in stand met ondersteunende maatregelen voor achtergestelde kasten. In Tamil Nadu en Karnataka werd de meerderheid van de bevolking als zodanig geclassificeerd. Het resultaat van dit alles was dat de bevoorrechte positie van de resterende forward castes afnam.
Tijdens de verkiezingen in 1971 zette de Congrespartij onder Indira Gandhi vol in op het populisme door gharibi hatao (laat armoede verdwijnen) de slogan te maken die de arme kiezers aan zich moest binden. Anders dan haar vader deinsde Indira Gandhi daarna niet terug voor radicale veranderingen als landhervormingen. Een turbulente periode volgde waarbij in 1977 de Janata-partij aan de macht kwam na de Noodtoestand. Deze stelde een commissie aan onder B.P. Mandal die moest onderzoeken wie er allemaal aanspraak mochten maken op de classificatie other backward classes. In 1980 bracht de Mandal-commissie hun rapport uit met de conclusie dat die aanspraak zou moeten gelden voor een veel groter van bevolking. Tegen die tijd was de regering echter gevallen en werd het rapport daarna 10 jaar genegeerd door premiers Indira Gandhi en na haar dood haar zoon Rajiv Gandhi.
De angst onder de forward castes voor de Mandal-maatregelen droegen mede bij aan de groei van de Bharatiya Janata-partij (BJP), een supremacistische hindoenationalistische partij die in 1980 voortkwam uit de RSS. In de negentiende eeuw werden moslims door hindoenationalisten afgeschilderd als machtige onderdrukkers. Door de Sangh Parivar, de beweging die was voortgekomen uit de RSS, werd dit omgedraaid en werden zij samen met de onaanraakbaren geschaard als gevaarlijke onderklasse. Wat gelijk bleef, was dat zij neer werden gezet als de Ander. Waar RSS de belangen van de brahmanen voorstond, poogde BJP een beeld neer te zetten dat ook de andere kasten belangrijk waren binnen de hindoestaat. Dat ging gepaard met een politiek om de reserveringen sterk in te perken. Ze wisten desondanks steun te verwerven onder niet-moslim-dalits door zich op te werpen als hoeders van Rama en Krishna. Het hindoenationalisme of Hindoetva leek zo het kastenstelsel te overstijgen, maar anderen binnen de beweging pleiten juist voor de afschaffing van de grondwet ten gunste van de Manusmriti, wat de weg vrij zou maken voor een door brahmanen gedomineerde maatschappij.
Dat was echter geen gelopen race en in 1989 kwam het Nationale Front aan de macht, een coalitie met Janata Dal als belangrijkste partij. Premier Vishwanath Pratap Singh leidde een fragiele coalitie en toen kisan-leider Devi Lal dreigde met een boerenopstand, ging Singh akkoord om de plannen van de Mandal-commissie alsnog in te voeren. Dit had in 1990 hevige protesten tot gevolg, tot aan zelfverbrandingen toe, door studenten uit de hogere kasten die vreesden voor hun kansen op de arbeidsmarkt voor overheidsbanen. Het werd aangevochten in het Hooggerechtshof van India met als belangrijkste argumenten dat het tegen de grondwettelijke gelijkheid inging, dat kaste geen betrouwbare maat voor achtergesteldheid is en omdat de effectiviteit van overheidsinstellingen in gevaar zou zijn. Het Hooggerechtshof hield het overheidsbesluit grotendeels in stand, zodat dit in 1992 van kracht werd. De uitspraak kende echter wel een maximum van 50% reserveringen, waardoor een strijd ontstond in vooral de zuidelijke staten, waar al bijna 70% aan reserveringen bestonden.
De Mandirieten van de BJP wisten in 1993 in Uttar Pradesh twee partijen nader tot elkaar te brengen die tot dan toe tegen elkaar streden voor de Mandaliaanse voorzieningen, de Samajwadi-partij (SP) die van oudsher de OBC vertegenwoordigde en de Bahujan Samajpartij (BSP) die zich op de scheduled richtte. Nog opmerkelijker was echter dat de BSP als vertegenwoordiger van de onzuiveren in 1997 gedoogsteun kreeg van de BJP, de vertegenwooridger van de zuiveren. Kaste domineerde het stemgedrag dusdanig dat jati's en varna's als stembanken worden beschouwd.

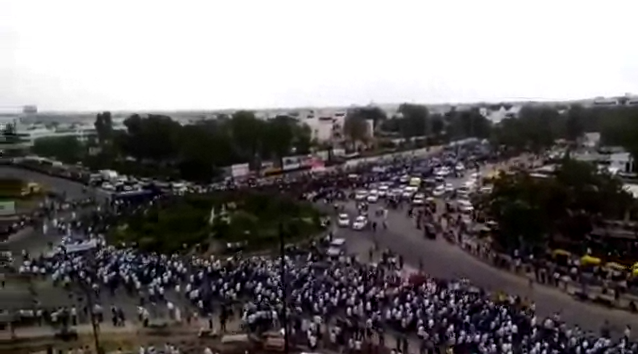
De Patidar-reserveringsbeweging in 2015 in Ahmedabad

In 2006 kwam het nog een keer tot anti-reserveringsprotesten door forward studenten die de regering beschuldigde van stembankpolitiek. Reserveringen waren echter niet meer weg te denken, wat ook bleek na de verkiezingen in 2014 de antireserveringspartij BJP aan de macht kwam. In 2015 kwam het tot protesten van de Patidar-reserveringsbeweging en het jaar daarop door de Jat-reserveringsbeweging die opgenomen wilden worden als OBC.
Hoewel elke politieke partij inspeelde op kaste als realiteit, beschuldigden ze elkaar van kasteïsme en kasteïstische politiek. Alle partijen wezen weliswaar ook varna als verbindend element af, maar tegelijkertijd was kaste voor velen de basis van de ingebeelde gemeenschap.
Zo bleef kaste India domineren, wat ook bleek toen de Anthropological Survey of India vanaf 1992 43 delen van The People of India publiceerde waarin specifiek onderzoek was gedaan naar kaste en waarin 4635 gemeenschappen werden geïdentificeerd. Net als toen Risley in 1908 zijn The People of India publiceerde, werd hierbij gebruikgemaakt van antropometrie, maar daarnaast ook van dna. Zo zocht dit project dus naar een genetisch verband in het kastenstelsel.:266-308

### Zuiverheid, substantialisering en moderniteit
Louis Dumont zag de rol van de onaanraakbaren als een van de belangrijkste gegevens van de hindoeïstische samenleving en zich baserend op het structuralisme stelde hij in Homo Hierarchicus. Essai sur le système des castes uit 1966 dan ook dat de jati's als definiërende factor een binaire tegenstelling hadden tussen zuiverheid-onzuiverheid.
De binaire tegenstelling van Dumont is veelvuldig bekritiseerd. Een van de kritieken was dat deze benadering het dwingende en achterstellende karakter van het kastenstelsel zou verdoezelen of zelfs legitimeren. Veena Das, Richard Burghart en Johannes Cornelis Heesterman benadrukten het belang van koningschap en macht in de Indiase maatschappij, alsook de rol van de wereldverzaker, die zichzelf juist buiten de varna's plaatste. Zij bleven echter uitgaan van het structuralisme, ze voegden alleen meer binaire tegenstellingen en daarmee complexiteit toe. Ondanks die complexiteit kwamen deze benaderingen niet tot een alomvattend begrip van het hindoeïsme en de wisselwerking met andere religies. Een andere kritiek is dat Dumont geen plaats zag in het Indiase kastenstelsel voor het individu, maar de Indiër categoriseerde als homo hierarchicus. Daarmee ontkende hij net als de oriëntalisten agency bij de Indiërs, terwijl onder meer Mattison Mines juist sterk individualistische waardes zag in de hindoesamenleving. Aangezien de Indiërs gezien dit ontbreken van agency zelf niet tot een degelijk bestuur in staat zouden zijn, zou Dumont de kolonisatie door de Britten zo legitimeren, daarmee voorbijgaand aan de grote rijken met een sterk bestuur die het subcontinent zelf voort had gebracht. Volgens Nicholas Dirks en Gloria Goodwin Raheja heeft Dumont veel materiaal over het hoofd gezien dat aantoont dat de brahmaanse invloed minder groot is geweest dan hij dacht. Zij zetten koningschap centraal, met de brahmanen in een dienende rol.:16-24
Declan Quigley maakte daarbij onderscheid tussen een materialistische benadering waarbij kaste een rationalisering en verdoezeling is van ongelijkheid en de idealistische benadering met kaste als een cultureel product, voortkomend uit religieuze ideeën van zuiverheid. Anderen stellen dat de tegenstelling zuiver-onzuiver misschien niet de historische oorsprong beschrijft, maar wel hoe deze in de moderne tijd is omgevormd.:20
Patrick Olivelle stelt dat in de dharmashastra zuiver-onzuiver wel een rol speelt bij individuen, maar dat de tegenstelling niet van belang is als basis van varna of jati.
Het kastenstelsel zoals zich dat ontwikkelde na de onafhankelijkheid verschilt aanmerkelijk van de traditionele vorm. Dumont zocht het verschil in substantialisering. Volgens Dumont was kaste in de traditionele vorm geen vast gegeven, maar vereiste voortdurend onderhoud door de juiste dharma te volgen. De substantie van kaste was niet onaantastbaar, iemand kon uit de kaste worden gezet. Na de onafhankelijk verschoof de op gotra gebaseerde kaste naar een overkoepelende identiteit die meer op etniciteit leek en onveranderlijk zou zijn, oftewel gesubstantialiseerd.:308-312
Zo maken de Kondaikatti Vellalars uit Tamil Nadu veelal nog aanspraak op hun adellijke afkomst, al hebben de meesten hun land verloren. Hun huidige beroep leek daarbij irrelevant, maar was het gevolg van  van het aanbreken van de kali yuga.
Groepen als de Engelssprekende elite trekken zich weinig aan van kaste bij huwelijksoverwegingen. Hoewel een kleine groep, is hun invloed groot door de status die ze hebben. Desondanks blijft kaste voor velen van belang bij relatiebemiddeling, al wordt daar een element van individualiteit aan toegevoegd door gebruik te maken van jyotish (astrologie), wat wel wordt gezien als modern en wetenschappelijk, doordat de berekeningen rekening zouden houden met individuele eigenschappen.
In veel gevallen was er sprake van een complex geheel van door elkaar lopende gebruiken. Zo gebruiken de Kasjmiri pandits de titel pandit als jati – lokaal zat genoemd – terwijl zij zichzelf ook als quam (volk) zien. In ieder geval werd het kastenstelsel niet alleen door overheidsmaatregelen als de reserveringen gestimuleerd, het bleef een rol spelen op lokaal niveau. Voor zakenlieden was het van essentieel belang om hun weg te vinden in de bureaucratie van licentie-raj en zij maakten daarbij gebruik van hun jati-netwerk. Het systeem van licenties werd langzaam afgebouwd met de economische liberalisering van de jaren 1990 die bijdroeg aan de groei van technologische sectoren. Dit bracht weliswaar een groeiende middenklasse met zich mee, maar het volatiele karakter van de toenemende vrije markt had ook frustraties tot gevolg.
In deze volatiele wereld kan kaste de stabiele factor zijn. Dit geldt ook op het platteland, waar zelfs waar weinig waarde wordt gehecht aan hiërarchische verhoudingen, zuiverheid een bepalende factor blijft. Zelfs als vakbonden oproepen tot kasteloze actie hebben zuivere arbeiders veelal meer affiniteit met managers uit hun eigen kaste dan met onzuivere medearbeiders. Het kleine voordeel dat zij hebben op onder meer de huwelijksmarkt gaat dan boven solidariteit.:312-326
Bij alle moderne ontwikkelingen bleef een deel van de landadel op het platteland en probeerde daar de oude rechten te handhaven. Landheren vervalsten onder meer leveringsaktes om landplafondwetten te ontduiken. Door de moderne tijd voor te stellen als een tijd van gevaar en onrust probeerden zij zichzelf neer te zetten als het oude ideaaltype van de heroïsche krijger die deze tumult zou weten te beteugelen. Met dit kshatriya-mandaat wisten de dora's in Telangana bij de lokale boeren begar af te dwingen, een vorm van dwangarbeid waarbij zelfs seksuele diensten werden geëist, tot in ieder geval de jaren 1990 aan toe. Het hali-systeem in Zuid-Gujarat was zelfs een vorm van schuldslavernij waarbij de landheer of dhaniamo – uit dominante kasten als de kunbi of kanbi – het huwelijk betaalde van zijn dienaar, die deze vervolgens de rest van zijn leven terugbetaalde met zijn arbeid. Het systeem nam pas af door migratie naar de steden en door de overstap van het verbouwen van suikerriet naar minder arbeidsintensieve mango's. Ondanks het aannemen van de Bonded Labor System (Abolition) Act, 1976 is schuldslavernij in India nog steeds een probleem.
In een vorm van sanskritisering probeerden groepen als de khatri door te gaan voor kshatriya's. Dat probeerden ook de meer welgestelde leden van de koli in Gujarat, die in 1871 waren geclassificeerd als criminele stam. Dit werd gestimuleerd door lokale rajputs die hen wilden mobiliseren om hun positie ten opzichte van de kunbi patidars te verstevigen, hoewel de rajputs de koli altijd als minderwaardige kaste hadden beschouwd. De status bleef belangrijk en zo kon het gebeuren dat groepen na de onafhankelijkheid tegelijkertijd stelden kshatriya en backward class te zijn. Deze tegenstrijdige benaderingen kwamen onder meer naar voren in een belangenorganisatie als Gujarat Kshatriya Sabha. Hierin waren niet alleen zowel de rajputs als de veelal veel armere koli vertegenwoordigd, maar waar deze raad zich tot de jaren 1960 teweerstelde tegen de landplafondwetten, maakte deze in de jaren 1980 aanspraak op de status backward class.:326-331
De moderniseringen van na de onafhankelijkheid vonden beperkte ingang. Bij hogere kasten en gerespecteerde groepen als de kisan, zonen van de grond, konden zaken die volgens de traditionele dharma onaceptable waren, zoals weduwehuwelijken en vlees eten, wel geaccepteerd worden. Bij lagere kasten en migrerend groepen die geen lokale binding hadden werden deze hervormingen veelal niet geaccepteerd. Kaste volgde dus niet uit gedrag, maar andersom en was daarmee grotendeels gesubstantialiseerd. Politici gebruiken dan ook hun afkomst en die van anderen als hen dat goed uitkomt. Zo profileerde Charan Singh zich als jat, een man van het volk die zich teweerstelde tegen de vermeende brahmanenkliek die de Janata-partij vormde.
Voor zuivere kasten zijn alle onzuivere kasten permanent onaanraakbaar, terwijl onzuivere kasten dat wel erkennen van andere onzuivere kasten, maar hun eigen situatie als tijdelijk zien, tot zij hun overtreding van dharma hersteld hebben. Zij bevestigen daarmee het kastenstelsel, terwijl er nauwelijks sprake is van onderlinge solidariteit.:331-341

### Kastenoorlogen
Hoewel de hervormingen sinds de onafhankelijkheid het doel om een einde te maken aan het kastenstelsel niet hebben bereikt, hebben grote groepen sindsdien wel meer vertegenwoordiging en macht gekregen. Vooral vanaf eind jaren 1960 ging dit gepaard met toenemend kastengeweld. Landelijke bekendheid kreeg het Kilvenmani-bloedbad in 1968 in Tanjore waar arme landarbeiders het slachtoffer waren van lokale landeigenaren. Tanjore was een van de gebieden waar tijdens de groene revolutie handelsgewassen werden geïntroduceerd. Het was ook een regio met een grote groep armen met een sterk politiek bewustzijn, waar de Communistische Partij van India (marxistisch) goed vertegenwoordigd was. Ook in minder gepolariseerde omgevingen is het echter tot kastengeweld gekomen. Tussen 1966 en 1976 werden 40.000 geweldsincidenten tegen dalits geteld en tijdens de regeerperiode van de Janata-partij van 1977 tot 1980 zo'n 17.000 incidenten. Het meeste geweld vind plaats in Tamil Nadu, Maharashtra, Gujarat en de staten ten noorden van de Ganges, met Bihar als dieptepunt. Bihar is ook een gebied waar de naxalieten sterk vertegenwoordigd zijn, een maoïstische revolutionaire beweging die een strijd leidt voor meer rechten voor dalits tegen de vermeende klassenvijanden. Dit heeft weer een tegenbeweging in gang gezet van privélegers (sena's) zoals de Ranvir Sena, Bhumi Sena, Lorik Sena, Brahmharshi Sena en Kuer Sena. Hoewel deze legers opgezet werden door rijke grootgrondbezitters bestonden deze voor een groot deel uit de arme laag uit dezelfde kasten hoewel die economisch meer overeenkwamen met de dalits. Deze groepen beriepen zich op het mandaat van de rechtvaardige strijd aangezien zij de dharma zouden beschermen tegen onzuivere vijanden. Kleinere landeigenaren, vooral jats, manifesteerden zich met organisaties als de Bharatiya Kisan Union als boerenstand tegen de onaanraakbare landarbeiders.
Hoewel niet al dit geweld volledig tussen kasten verliep, was dit wel een belangrijke voedingsbodem. Organisaties als de Dalit Panthers, Bhumiheen Sangharsh Samiti en Dalit Shoshit Samaj Sangharsh Samiti kwamen op voor de onaanraakbaren. Dit bood landeigenaren dan weer de kans om zichzelf als slachtoffer af te schilderen. Supremacistische partijen als Shiv Sena maakten onder meer gebruik van dit sentiment tijdens de beweging voor naamsverandering die de Marathwada-universiteit de Dr. Babasaheb Ambedkar Marathwada-universiteit wilde noemen. Shiv Sena gebruikte ook pola-festivals om zuivere boeren te mobiliseren tegen onzuivere dalits, daarbij de shakti-godin Bhavani en de Maratha-keizer Shivaji aanroepend.
Studentenbewegingen van zuivere kasten maakten onder meer bezwaar tegen het verlagen van toelatingsnormen voor dalits, daarbij wel gebruikmakend van de Gandhiaanse satyagraha. Enorme protesten vonden plaats met als rechtvaardiging dat de reserveringspolitiek het nationale belang schond. De lokale media was daarbij sterk op de hand van de zuivere kasten.
De hoogste kasten ervaren een groeiende druk doordat het deel van de bevolking dat ook gebruik kan maken van universitaire opleidingen toeneemt, waarbij de uitspraak van het Hooggerechtshof in 1992 die de Mandaliaanse hervormingen in stand hield een grote tegenslag betekende. Waar deze kasten in het verleden verzekerd waren van een goede opleiding, was dit door de reserveringen nu niet noodzakelijk het geval. In toenemende mate werd dan ook gebruikgemaakt van capitatievergoedingen aan particulier onderwijs. Ook werden er woningcorporaties opgericht die alleen brahmanen huisvesten. De over het algemeen liberale Engelssprekende elite had weliswaar niet veel op met de neerbuigende houding van de kleine landeigenaren ten opzichte van de onaanraakbaren, maar nu ook hun positie in gevaar kwam, groeide de steun voor de hindoe-supremacisten.:342-364